# Liste des églises de l'Aveyron
La liste des églises de l'Aveyron recense de manière exhaustive les églises situées dans le département français de l'Aveyron. Il est fait état des diverses protections dont elles peuvent bénéficier, et notamment les inscriptions et classements au titre des monuments historiques.
Toutes sont situées dans le diocèse de Rodez et Vabres.

## Statistiques

### Nombres
Le département de l'Aveyron comprend 285 communes au 1er janvier 2020.
En 2018, le diocèse de Rodez compte 37 paroisses. 

## Classement
Le classement ci-après se fait par commune selon l'ordre alphabétique.
Il est fait état des diverses protections dont elles peuvent bénéficier, et notamment les inscriptions et classements au titre des monuments historiques.

## Liste

### Cultecatholique
| Église                                                              | Commune                        | Adresse  | Coordonnées                      | Notice                  | Protection | Date        | Illustration                                                        |
| ------------------------------------------------------------------- | ------------------------------ | -------- | -------------------------------- | ----------------------- | --- | ----------- | ------------------------------------------------------------------- |
| Église Saint-Julien d'Agen-d'Aveyron                                | Agen-d'Aveyron                 |          | 44° 21′ 32″ nord, 2° 40′ 49″ est |                         | |             | Église Saint-Julien d'Agen-d'Aveyron                                |
| Église de l'Assomption d'Aguessac                                   | Aguessac                       |          | 44° 09′ 25″ nord, 3° 05′ 51″ est |                         | |             | Église de l'Assomption d'Aguessac                                   |
| Église Saint-Martin d'Almont-les-Junies                             | Almont-les-Junies              |          | 44° 35′ 48″ nord, 2° 17′ 35″ est |                         | |             | Église Saint-Martin d'Almont-les-Junies                             |
| Église Saint-Georges d'Alrance                                      | Alrance                        |          | 44° 07′ 54″ nord, 2° 40′ 58″ est |                         | |             | Église Saint-Georges d'Alrance                                      |
| Église de l'Assomption de la Capelle Farcel                         | Alrance                        |          | 44° 08′ 38″ nord, 2° 39′ 20″ est |                         | |             | Image manquante Téléverser                                          |
| Église Saint-Julien d'Ambeyrac                                      | Ambeyrac                       |          | 44° 30′ 34″ nord, 1° 56′ 40″ est |                         | |             | Église Saint-Julien d'Ambeyrac                                      |
| Église de Camboulan                                                 | Ambeyrac                       |          | 44° 30′ 11″ nord, 1° 55′ 27″ est |                         | |             | Église de Camboulan                                                 |
| Église Saint-Clair d'Anglars-Saint-Félix                            | Anglars-Saint-Félix            |          | 44° 25′ 23″ nord, 2° 13′ 04″ est |                         | |             | Image manquante Téléverser                                          |
| Église Saint-Martin d'Alpuech                                       | Argences en Aubrac             |          | 44° 45′ 46″ nord, 2° 50′ 53″ est | « PA00093956 »          | Inscrit MH | 1979        | Église Saint-Martin d'Alpuech                                       |
| Église Sainte-Geneviève de Sainte-Geneviève-sur-Argence             | Argences en Aubrac             |          | 44° 48′ 10″ nord, 2° 45′ 33″ est |                         | |             | Église Sainte-Geneviève de Sainte-Geneviève-sur-Argence             |
| Église Saint-Étienne d'Orlhaguet                                    | Argences en Aubrac             |          | 44° 48′ 57″ nord, 2° 45′ 15″ est |                         | |             | Église Saint-Étienne d'Orlhaguet                                    |
| Église de la Nativité-de-la-Sainte-Vierge de Graissac               | Argences en Aubrac             |          | 44° 45′ 55″ nord, 2° 46′ 47″ est |                         | |             | Image manquante Téléverser                                          |
| Église Notre-Dame-de-l'Assomption de Brénac                         | Argences en Aubrac             |          | 44° 47′ 09″ nord, 2° 48′ 06″ est |                         | |             | Image manquante Téléverser                                          |
| Église Notre-Dame-de-l'Assomption de Vitrac-en-Viadène              | Argences en Aubrac             |          | 44° 47′ 44″ nord, 2° 50′ 01″ est |                         | |             | Église Notre-Dame-de-l'Assomption de Vitrac-en-Viadène              |
| Église Saint-Bernard de Benaven                                     | Argences en Aubrac             |          | 44° 46′ 07″ nord, 2° 42′ 13″ est |                         | |             | Image manquante Téléverser                                          |
| Église Sainte-Croix de Rives                                        | Argences en Aubrac             |          | 44° 47′ 07″ nord, 2° 44′ 14″ est |                         | |             | Image manquante Téléverser                                          |
| Église Sainte-Foy de Lacalm                                         | Argences en Aubrac             |          | 44° 46′ 20″ nord, 2° 52′ 55″ est |                         | |             | Église Sainte-Foy de Lacalm                                         |
| Église Saint-Étienne de La Terrisse                                 | Argences en Aubrac             |          | 44° 45′ 20″ nord, 2° 49′ 07″ est |                         | |             | Église Saint-Étienne de La Terrisse                                 |
| Église Saint-Benoît d'Arnac-sur-Dourdou                             | Arnac-sur-Dourdou              |          | 43° 43′ 36″ nord, 2° 55′ 58″ est |                         | |             | Église Saint-Benoît d'Arnac-sur-Dourdou                             |
| Église Sainte-Anne d'Arques                                         | Arques                         |          | 44° 19′ 00″ nord, 2° 48′ 01″ est |                         | |             | Église Sainte-Anne d'Arques                                         |
| Église Notre-Dame d'Aures d'Arvieu                                  | Arvieu                         |          | 44° 12′ 11″ nord, 2° 42′ 30″ est | « PA12000030 »          | Inscrit MH | 2004        | Église Notre-Dame d'Aures d'Arvieu                                  |
| Église Saint-Amans d'Arvieu                                         | Arvieu                         |          | 44° 11′ 24″ nord, 2° 39′ 37″ est |                         | |             | Église Saint-Amans d'Arvieu                                         |
| Église Saint-André de Clauzelles                                    | Arvieu                         |          | 44° 12′ 36″ nord, 2° 38′ 48″ est |                         | |             | Image manquante Téléverser                                          |
| Église Saint-Saturnin de Caplongue                                  | Arvieu                         |          | 44° 10′ 48″ nord, 2° 37′ 28″ est |                         | |             | Église Saint-Saturnin de Caplongue                                  |
| Église Saint-Martin d'Asprières                                     | Asprières                      |          | 44° 32′ 46″ nord, 2° 08′ 42″ est |                         | |             | Église Saint-Martin d'Asprières                                     |
| Église Notre-Dame-des-Mines d'Aubin                                 | Aubin                          |          | 44° 32′ 23″ nord, 2° 16′ 06″ est | « PA12000021 »          | Inscrit MH | 2001        | Image manquante Téléverser                                          |
| Église Notre-Dame du Gua                                            | Aubin                          |          | 44° 31′ 44″ nord, 2° 15′ 51″ est | « PA12000027 »          | Inscrit MH | 2003        | Église Notre-Dame du Gua                                            |
| Église Saint-Blaise d'Aubin                                         | Aubin                          |          | 44° 31′ 37″ nord, 2° 14′ 30″ est | « PA00093957 »          | Classé MH | 1942        | Église Saint-Blaise d'Aubin                                         |
| Église Saint-Amans du Fort                                          | Aubin                          |          | 44° 31′ 44″ nord, 2° 14′ 59″ est |                         | |             | Église Saint-Amans du Fort                                          |
| Église Saint-Léonard d'Auriac-Lagast                                | Auriac-Lagast                  |          | 44° 08′ 48″ nord, 2° 34′ 49″ est |                         | |             | Image manquante Téléverser                                          |
| Église Saint-Maurice d'Auzits                                       | Auzits                         |          | 44° 30′ 12″ nord, 2° 19′ 28″ est | « PA00093960 »          | Classé MH Crypte | 1943        | Église Saint-Maurice d'Auzits                                       |
| Église Saint-Étienne de Rulhe Haut                                  | Auzits                         |          | 44° 29′ 41″ nord, 2° 17′ 26″ est |                         | |             | Image manquante Téléverser                                          |
| Église de la Nativité-de-Marie d'Ayssènes                           | Ayssènes                       |          | 44° 04′ 10″ nord, 2° 46′ 46″ est |                         | |             | Église de la Nativité-de-Marie d'Ayssènes                           |
| Église Saint-Amans de Coupiaguet                                    | Ayssènes                       |          | 44° 06′ 47″ nord, 2° 45′ 03″ est |                         | |             | Église Saint-Amans de Coupiaguet                                    |
| Église Saint-Blaise ou de la Purification-de-Notre-Dame de Vabrette | Ayssènes                       |          | 44° 05′ 36″ nord, 2° 47′ 06″ est |                         | |             | Église Saint-Blaise ou de la Purification-de-Notre-Dame de Vabrette |
| Église Saint-Rémy de Saint-Rémy (Ayssènes)                          | Ayssènes                       |          | 44° 04′ 52″ nord, 2° 45′ 46″ est |                         | |             | Église Saint-Rémy de Saint-Rémy (Ayssènes)                          |
| Église Saint-Martin de Balaguier-d'Olt                              | Balaguier-d'Olt                |          | 44° 31′ 24″ nord, 1° 58′ 25″ est |                         | |             | Image manquante Téléverser                                          |
| Église de l'Assomption de Balaguier-sur-Rance                       | Balaguier-sur-Rance            |          | 43° 53′ 52″ nord, 2° 34′ 37″ est |                         | |             | Image manquante Téléverser                                          |
| Église Sainte-Marie de Vors                                         | Baraqueville                   |          | 44° 17′ 17″ nord, 2° 26′ 59″ est |                         | |             | Église Sainte-Marie de Vors                                         |
| Église Saint-Julien de Lax                                          | Baraqueville                   |          | 44° 18′ 58″ nord, 2° 29′ 35″ est |                         | |             | Église Saint-Julien de Lax                                          |
| Église Notre-Dame de Baraqueville                                   | Baraqueville                   |          | 44° 16′ 32″ nord, 2° 25′ 53″ est |                         | |             | Église Notre-Dame de Baraqueville                                   |
| Église Sainte-Juliette de Fenayrols                                 | Baraqueville                   |          | 44° 16′ 49″ nord, 2° 24′ 19″ est |                         | |             | Image manquante Téléverser                                          |
| Église Saint-Laurent de Carcenac-Peyralès                           | Baraqueville                   |          | 44° 15′ 54″ nord, 2° 25′ 29″ est |                         | |             | Église Saint-Laurent de Carcenac-Peyralès                           |
| Église Sainte-Marie-Madeleine de Belcastel                          | Belcastel                      |          | 44° 23′ 15″ nord, 2° 20′ 12″ est |                         | |             | Église Sainte-Marie-Madeleine de Belcastel                          |
| Église collégiale Notre-Dame-de-l'Assomption de Belmont-sur-Rance   | Belmont-sur-Rance              |          | 43° 49′ 00″ nord, 2° 45′ 18″ est | « PA00093964 »          | Classé MH Eglise | 1929        | Église collégiale Notre-Dame-de-l'Assomption de Belmont-sur-Rance   |
| Église Notre-Dame-de-l'Immaculée-Conception de Buffières            | Belmont-sur-Rance              |          | 43° 51′ 49″ nord, 2° 45′ 13″ est |                         | |             | Image manquante Téléverser                                          |
| Église Saint-Maurice d'Anglars                                      | Bertholène                     |          | 44° 24′ 38″ nord, 2° 46′ 56″ est | « PA00093966 »          | Inscrit MH | 1944        | Église Saint-Maurice d'Anglars                                      |
| Église Saint-Julien d'Ayrinhac                                      | Bertholène                     |          | 44° 23′ 03″ nord, 2° 47′ 30″ est | « PA12000044 »          | Inscrit MH | 2007        | Église Saint-Julien d'Ayrinhac                                      |
| Église Saint-Amans de Bertholène                                    | Bertholène                     |          | 44° 23′ 43″ nord, 2° 46′ 47″ est |                         | |             | Église Saint-Amans de Bertholène                                    |
| Église Saint-Roch de Banc                                           | Bertholène                     |          | 44° 25′ 34″ nord, 2° 46′ 46″ est |                         | |             | Image manquante Téléverser                                          |
| Église Saint-Pierre de Bessuéjouls                                  | Bessuéjouls                    |          | 44° 31′ 35″ nord, 2° 43′ 48″ est | « PA00093967 »          | Inscrit MH Église (sauf clocher) ; Classé MH Clocher | 1927 ; 1931 | Image manquante Téléverser                                          |
| Église désacralisée de Cohulet                                      | Bessuéjouls                    |          | 44° 30′ 13″ nord, 2° 43′ 07″ est |                         | |             | Image manquante Téléverser                                          |
| Église Saint-Joseph de Boisse-Penchot                               | Boisse-Penchot                 |          | 44° 35′ 31″ nord, 2° 12′ 28″ est |                         | |             | Image manquante Téléverser                                          |
| Église Notre-Dame de Bar                                            | Bor-et-Bar                     |          | 44° 11′ 15″ nord, 2° 04′ 33″ est |                         | |             | Église Notre-Dame de Bar                                            |
| Église Saint-Pierre-et-Saint-Paul de Bor                            | Bor-et-Bar                     |          | 44° 11′ 51″ nord, 2° 04′ 51″ est |                         | |             | Église Saint-Pierre-et-Saint-Paul de Bor                            |
| Église Saint-Martin de Bouillac                                     | Bouillac                       |          | 44° 34′ 33″ nord, 2° 09′ 46″ est | « PA00093968 »          | Inscrit MH Abside, chœur et clocher | 1944        | Église Saint-Martin de Bouillac                                     |
| Église Saint-Sébastien de Bournazel                                 | Bouillac                       |          | 44° 27′ 40″ nord, 2° 17′ 52″ est |                         | |             | Église Saint-Sébastien de Bournazel                                 |
| Église Notre-Dame de Boussac                                        | Boussac                        |          | 44° 16′ 43″ nord, 2° 21′ 58″ est | « PA00093970 »          | Classé MH | 1944        | Église Notre-Dame de Boussac                                        |
| Église Sainte-Fauste d'Aboul                                        | Bozouls                        |          | 44° 26′ 28″ nord, 2° 42′ 41″ est | « PA00093971 »          | Inscrit MH | 1987        | Église Sainte-Fauste d'Aboul                                        |
| Église Sainte-Fauste de Bozouls                                     | Bozouls                        |          | 44° 28′ 15″ nord, 2° 43′ 05″ est | « PA00093972 »          | Classé MH | 1920        | Église Sainte-Fauste de Bozouls                                     |
| Église Saint-Amans de Gillorgues                                    | Bozouls                        |          | 44° 26′ 24″ nord, 2° 43′ 58″ est |                         | |             | Église Saint-Amans de Gillorgues                                    |
| Église Saint-Pierre-ès-Liens de Barriac                             | Bozouls                        |          | 44° 28′ 07″ nord, 2° 39′ 47″ est |                         | |             | Image manquante Téléverser                                          |
| Église Saint-Pie-X de Bozouls                                       | Bozouls                        |          | 44° 28′ 15″ nord, 2° 43′ 22″ est |                         | |             | Église Saint-Pie-X de Bozouls                                       |
| Église Saint-Vincent de Brussac                                     | Bozouls                        |          | 44° 30′ 37″ nord, 2° 40′ 48″ est |                         | |             | Image manquante Téléverser                                          |
| Église Notre-Dame de Brandonnet                                     | Brandonnet                     |          | 44° 23′ 16″ nord, 2° 08′ 06″ est |                         | |             | Image manquante Téléverser                                          |
| Église Saint-Jean de Brasc                                          | Brasc                          |          | 43° 58′ 41″ nord, 2° 34′ 26″ est |                         | |             | Image manquante Téléverser                                          |
| Église Saint-Anthime-et-Saint-Saturnin de Brommat                   | Brommat                        |          | 44° 49′ 48″ nord, 2° 40′ 59″ est | « PA00093973 »          | Inscrit MH | 1927        | Église Saint-Anthime-et-Saint-Saturnin de Brommat                   |
| Église Saint-Cyrice-et-Sainte-Juliette de Rueyres                   | Brommat                        |          | 44° 46′ 45″ nord, 2° 41′ 31″ est | « PA00135443 »          | Inscrit MH | 1995        | Église Saint-Cyrice-et-Sainte-Juliette de Rueyres                   |
| Église Saint-Roch d'Albinhac                                        | Brommat                        |          | 44° 50′ 51″ nord, 2° 43′ 09″ est | « PA00093974 »          | Classé MH | 1933        | Église Saint-Roch d'Albinhac                                        |
| Église du Brézou                                                    | Brommat                        |          | 44° 46′ 06″ nord, 2° 41′ 17″ est |                         | |             | Image manquante Téléverser                                          |
| Église Saint-Pierre-Saint-Jean-Baptiste de Cussac                   | Brommat                        |          | 44° 50′ 42″ nord, 2° 42′ 03″ est |                         | |             | Image manquante Téléverser                                          |
| Église de l'Invention-de-Saint-Étienne de Broquiès                  | Broquiès                       |          | 44° 00′ 18″ nord, 2° 41′ 46″ est |                         | |             | Église de l'Invention-de-Saint-Étienne de Broquiès                  |
| Église Saint-Amans de Costrix                                       | Broquiès                       |          | 44° 01′ 32″ nord, 2° 44′ 10″ est |                         | |             | Image manquante Téléverser                                          |
| Église Saint-Laurent de la Cazotte                                  | Broquiès                       |          | 44° 00′ 58″ nord, 2° 44′ 22″ est |                         | |             | Image manquante Téléverser                                          |
| Église Saint-Cirice de Brousse-le-Château                           | Broquiès                       |          | 43° 59′ 25″ nord, 2° 39′ 42″ est |                         | |             | Église Saint-Cirice de Brousse-le-Château                           |
| Église Saint-Jacques-le-Majeur de Brousse-le-Château                | Broquiès                       |          | 43° 59′ 50″ nord, 2° 37′ 27″ est | PA00093977 ; IA12000087 | Inscrit MH | 1937        | Église Saint-Jacques-le-Majeur de Brousse-le-Château                |
| Église Saint-Martin de Saint-Martin                                 | Broquiès                       |          | 44° 00′ 43″ nord, 2° 38′ 09″ est |                         | |             | Image manquante Téléverser                                          |
| Église Saint-Martin de Brusque                                      | Brusque                        |          | 43° 46′ 00″ nord, 2° 56′ 56″ est |                         | |             | Église Saint-Martin de Brusque                                      |
| Église Saint-Jacques de Brusque                                     | Brusque                        |          | 43° 46′ 06″ nord, 2° 56′ 53″ est |                         | |             | Église Saint-Jacques de Brusque                                     |
| Église Notre-Dame de Cabanès                                        | Cabanès                        |          | 44° 11′ 06″ nord, 2° 18′ 21″ est |                         | |             | Église Notre-Dame de Cabanès                                        |
| Église Saint-Jean-Baptiste du Viala-du-Dourdou                      | Calmels-et-le-Viala            |          | 43° 56′ 48″ nord, 2° 45′ 13″ est |                         | |             | Église Saint-Jean-Baptiste du Viala-du-Dourdou                      |
| Église Saint-Jean-Baptiste de Calmont                               | Calmont                        |          | 44° 15′ 00″ nord, 2° 30′ 43″ est |                         | |             | Église Saint-Jean-Baptiste de Calmont                               |
| Basilique Notre-Dame de Ceignac                                     | Calmont                        |          | 44° 16′ 22″ nord, 2° 31′ 25″ est |                         | |             | Basilique Notre-Dame de Ceignac                                     |
| Église Saint-Amans de Magrin                                        | Calmont                        |          | 44° 14′ 43″ nord, 2° 32′ 43″ est |                         | |             | Église Saint-Amans de Magrin                                        |
| Église Sainte-Juliette de Milhac                                    | Calmont                        |          | 44° 13′ 58″ nord, 2° 30′ 45″ est |                         | |             | Image manquante Téléverser                                          |
| Église Saint-Michel de Camarès                                      | Camarès                        |          | 43° 49′ 22″ nord, 2° 52′ 52″ est |                         | |             | Église Saint-Michel de Camarès                                      |
| Église Saint-Pierre de Saint-Pierre-d'Issis                         | Camarès                        |          | 43° 50′ 03″ nord, 2° 51′ 58″ est |                         | |             | Église Saint-Pierre de Saint-Pierre-d'Issis                         |
| Église Sainte-Croix d'Ouyre                                         | Camarès                        |          | 43° 48′ 03″ nord, 2° 54′ 38″ est |                         | |             | Église Sainte-Croix d'Ouyre                                         |
| Ancienne église pré-romane de Fargous de Camarès                    | Camarès                        |          | à géolocaliser                   |                         | |             | Image manquante Téléverser                                          |
| Église Saint-Amans de Camboulazet                                   | Camboulazet                    |          | 44° 13′ 43″ nord, 2° 26′ 34″ est |                         | |             | Église Saint-Amans de Camboulazet                                   |
| Église Saint-Pierre de Camjac                                       | Camjac                         |          | 44° 10′ 52″ nord, 2° 22′ 46″ est |                         | |             | Église Saint-Pierre de Camjac                                       |
| Église Saint-Jacques-le-Majeur de Frons                             | Camjac                         |          | 44° 11′ 39″ nord, 2° 24′ 55″ est |                         | |             | Image manquante Téléverser                                          |
| Église Saint-Cyr-et-Sainte-Julitte de Canac                         | Campagnac                      |          | 44° 24′ 19″ nord, 3° 04′ 35″ est | « PA00093986 »          | Classé MH | 1980        | Église Saint-Cyr-et-Sainte-Julitte de Canac                         |
| Église Sainte-Foy de Campagnac                                      | Campagnac                      |          | 44° 25′ 07″ nord, 3° 05′ 11″ est |                         | |             | Église Sainte-Foy de Campagnac                                      |
| Église Saint-Clair de Campouriez                                    | Campouriez                     |          | 44° 41′ 23″ nord, 2° 36′ 24″ est |                         | |             | Image manquante Téléverser                                          |
| Église Saint-Gausbert de Bez-Bedène                                 | Campouriez                     |          | 44° 39′ 54″ nord, 2° 38′ 39″ est |                         | |             | Église Saint-Gausbert de Bez-Bedène                                 |
| Église Saint-Géraud de Banhars                                      | Campouriez                     |          | 44° 40′ 15″ nord, 2° 34′ 45″ est |                         | |             | Image manquante Téléverser                                          |
| Église Saint-Pierre-ès-Liens de Campuac                             | Campuac                        |          | 44° 34′ 08″ nord, 2° 35′ 20″ est |                         | |             | Église Saint-Pierre-ès-Liens de Campuac                             |
| Église Saint-Pierre de Canet-de-Salars                              | Canet-de-Salars                |          | 44° 14′ 07″ nord, 2° 45′ 18″ est | « PA00093987 »          | Inscrit MH Église et oratoire | 1976        | Église Saint-Pierre de Canet-de-Salars                              |
| Église Saint-Saturnin de Cantoin                                    | Cantoin                        |          | 44° 50′ 10″ nord, 2° 48′ 48″ est |                         | |             | Église Saint-Saturnin de Cantoin                                    |
| Église Saint-Blaise de Vines                                        | Cantoin                        |          | 44° 51′ 20″ nord, 2° 48′ 27″ est |                         | |             | Image manquante Téléverser                                          |
| Église de Cissac                                                    | Cantoin                        |          | 44° 49′ 14″ nord, 2° 49′ 07″ est |                         | |             | Image manquante Téléverser                                          |
| Église Sainte-Foy de Chaniez                                        | Cantoin                        |          | 44° 49′ 28″ nord, 2° 51′ 28″ est |                         | |             | Image manquante Téléverser                                          |
| Église Saint-Étienne de Séverac                                     | Cantoin                        |          | 44° 50′ 39″ nord, 2° 51′ 27″ est |                         | |             | Image manquante Téléverser                                          |
| Église Saint-Jacques de Liamontou                                   | Cantoin                        |          | 44° 49′ 27″ nord, 2° 51′ 12″ est |                         | |             | Image manquante Téléverser                                          |
| Église Notre-Dame-des-Voyageurs de Capdenac-Gare                    | Capdenac-Gare                  |          | 44° 34′ 32″ nord, 2° 04′ 45″ est |                         | |             | Église Notre-Dame-des-Voyageurs de Capdenac-Gare                    |
| Église Saint-Julien de Saint-Julien-d'Empare                        | Capdenac-Gare                  |          | 44° 33′ 27″ nord, 2° 04′ 22″ est |                         | |             | Image manquante Téléverser                                          |
| Église Saint-Julien de Cassagnes-Bégonhès                           | Cassagnes-Bégonhès             |          | 44° 10′ 09″ nord, 2° 31′ 47″ est |                         | |             | Église Saint-Julien de Cassagnes-Bégonhès                           |
| Église Notre-Dame-de-l'Assomption de Céor                           | Cassagnes-Bégonhès             |          | 44° 09′ 45″ nord, 2° 29′ 53″ est |                         | |             | Image manquante Téléverser                                          |
| Église Saint-Cyr-et-Sainte-Julitte de Cassuéjouls                   | Cassuéjouls                    |          | 44° 43′ 35″ nord, 2° 49′ 03″ est | « PA00093989 »          | Inscrit MH | 1927        | Église Saint-Cyr-et-Sainte-Julitte de Cassuéjouls                   |
| Église Saint-Saturnin de Lardeyrolles                               | Castanet                       |          | 44° 17′ 54″ nord, 2° 20′ 05″ est |                         | |             | Image manquante Téléverser                                          |
| Église Saint-Jean-Baptiste de Castanet                              | Castanet                       |          | 44° 16′ 40″ nord, 2° 17′ 27″ est |                         | |             | Église Saint-Jean-Baptiste de Castanet                              |
| Église Saint-Cyrice-et-Sainte-Juliette de Lavernhe                  | Castelmary                     |          | 44° 10′ 14″ nord, 2° 15′ 12″ est |                         | |             | Image manquante Téléverser                                          |
| Église Saint-Amans de la Plancade                                   | Castelmary                     |          | 44° 09′ 57″ nord, 2° 14′ 24″ est |                         | |             | Image manquante Téléverser                                          |
| Église Notre-Dame de Castelnau-Pégayrols                            | Castelnau-Pégayrols            |          | 44° 07′ 48″ nord, 2° 56′ 05″ est | « PA00093992 »          | Classé MH | 1930        | Église Notre-Dame de Castelnau-Pégayrols                            |
| Église Saint-Michel de Castelnau-Pégayrols                          | Castelnau-Pégayrols            |          | 44° 07′ 48″ nord, 2° 56′ 00″ est | « PA00093993 »          | Classé MH Église ; Classé MH Ancien prieuré, composé des deux ailes de bâtiments et de l'aile du cloître                                                         | 1920 ; 1990 | Église Saint-Michel de Castelnau-Pégayrols                          |
| Église Saints-Gervais-et-Protais d'Estalane                         | Castelnau-Pégayrols            |          | 44° 09′ 19″ nord, 2° 55′ 17″ est |                         | |             | Image manquante Téléverser                                          |
| Église Saint-Julien du Cambon                                       | Castelnau-de-Mandailles        |          | 44° 31′ 00″ nord, 2° 52′ 41″ est | « PA00093990 »          | Classé MH | 1924        | Église Saint-Julien du Cambon                                       |
| Église Saint-Pierre de Mandailles                                   | Castelnau-de-Mandailles        |          | 44° 30′ 32″ nord, 2° 53′ 01″ est |                         | |             | Église Saint-Pierre de Mandailles                                   |
| Église Saint-Clair de Causse-et-Diège                               | Causse-et-Diège                |          | 44° 31′ 56″ nord, 2° 04′ 32″ est | « PA00093994 »          | Inscrit MH | 1984        | Église Saint-Clair de Causse-et-Diège                               |
| Église Saint-Saturnin de Loupiac                                    | Causse-et-Diège                |          | 44° 32′ 29″ nord, 2° 01′ 40″ est |                         | |             | Image manquante Téléverser                                          |
| Église de l'Assomption de Centrès                                   | Centrès                        |          | 44° 09′ 49″ nord, 2° 24′ 33″ est |                         | |             | Église de l'Assomption de Centrès                                   |
| Église Saint-Étienne de Taurines                                    | Centrès                        |          | 44° 09′ 39″ nord, 2° 28′ 02″ est |                         | |             | Église Saint-Étienne de Taurines                                    |
| Église Saint-Pierre-ès-Liens de Tayac                               | Centrès                        |          | 44° 11′ 45″ nord, 2° 27′ 47″ est |                         | |             | Image manquante Téléverser                                          |
| Église Saint-Blaise de Clairvaux-d'Aveyron                          | Clairvaux-d'Aveyron            |          | 44° 25′ 39″ nord, 2° 24′ 43″ est | « PA12000006 »          | Inscrit MH | 1997        | Église Saint-Blaise de Clairvaux-d'Aveyron                          |
| Église Saint-Julien de Panat                                        | Clairvaux-d'Aveyron            |          | 44° 25′ 51″ nord, 2° 25′ 38″ est |                         | |             | Église Saint-Julien de Panat                                        |
| Église de l'Assomption de Bruéjouls                                 | Clairvaux-d'Aveyron            |          | 44° 24′ 48″ nord, 2° 25′ 15″ est |                         | |             | Église de l'Assomption de Bruéjouls                                 |
| Église Saint-Martin de Limayrac                                     | Colombiès                      |          | 44° 19′ 48″ nord, 2° 21′ 49″ est |                         | |             | Image manquante Téléverser                                          |
| Église de Talespues                                                 | Colombiès                      |          | 44° 21′ 48″ nord, 2° 22′ 15″ est |                         | |             | Image manquante Téléverser                                          |
| Église Notre-Dame de Combrouze                                      | Colombiès                      |          | 44° 19′ 08″ nord, 2° 18′ 26″ est |                         | |             | Image manquante Téléverser                                          |
| Église Saint-Jacques de Colombiès                                   | Colombiès                      |          | 44° 20′ 45″ nord, 2° 20′ 18″ est |                         | |             | Église Saint-Jacques de Colombiès                                   |
| Église Saint-Jean-Baptiste de Combret                               | Combret                        |          | 43° 50′ 34″ nord, 2° 40′ 28″ est | PA00093997 ; IA12002694 | Inscrit MH Église, à l'exception du porche | 1939        | Église Saint-Jean-Baptiste de Combret                               |
| Église de Compeyre                                                  | Compeyre                       |          | 44° 09′ 39″ nord, 3° 06′ 06″ est |                         | |             | Image manquante Téléverser                                          |
| Église Saint-Laurent de Pailhas                                     | Compeyre                       |          | 44° 10′ 04″ nord, 3° 07′ 03″ est |                         | |             | Église Saint-Laurent de Pailhas                                     |
| Église Saint-Georges de Compolibat                                  | Compolibat                     |          | 44° 22′ 38″ nord, 2° 11′ 43″ est |                         | |             | Église Saint-Georges de Compolibat                                  |
| Ancienne église Saint-Christophe de Peyre                           | Comprégnac                     |          | 44° 05′ 30″ nord, 2° 59′ 56″ est | « PA00093998 »          | Inscrit MH | 1936        | Ancienne église Saint-Christophe de Peyre                           |
| Église Saint-Christophe de Peyre                                    | Comprégnac                     |          | 44° 05′ 30″ nord, 3° 00′ 01″ est |                         | |             | Église Saint-Christophe de Peyre                                    |
| Église Saint-Pierre de Comprégnac                                   | Comprégnac                     |          | 44° 05′ 00″ nord, 2° 57′ 41″ est |                         | |             | Église Saint-Pierre de Comprégnac                                   |
| Abbatiale Notre-Dame de Bonnecombe                                  | Comps-la-Grand-Ville           |          | 44° 14′ 35″ nord, 2° 33′ 19″ est |                         | |             | Abbatiale Notre-Dame de Bonnecombe                                  |
| Église Saint-Sauveur de Grandfuel                                   | Comps-la-Grand-Ville           |          | 44° 12′ 40″ nord, 2° 32′ 21″ est |                         | |             | Église Saint-Sauveur de Grandfuel                                   |
| Église Notre-Dame de Comps-la-Grand-Ville                           | Comps-la-Grand-Ville           |          | 44° 13′ 51″ nord, 2° 34′ 03″ est |                         | |             | Image manquante Téléverser                                          |
| Église Notre-Dame-du-Mont-Carmel de Salgues                         | Condom-d'Aubrac                |          | 44° 36′ 14″ nord, 2° 51′ 56″ est |                         | |             | Image manquante Téléverser                                          |
| Église de l'Assomption de Condom-d'Aubrac                           | Condom-d'Aubrac                |          | 44° 36′ 15″ nord, 2° 51′ 55″ est |                         | |             | Image manquante Téléverser                                          |
| Église Saint-Pierre d'Aunac                                         | Condom-d'Aubrac                |          | 44° 35′ 05″ nord, 2° 50′ 15″ est |                         | |             | Image manquante Téléverser                                          |
| Église Saint-Pierre de Connac                                       | Connac                         |          | 44° 01′ 12″ nord, 2° 36′ 08″ est |                         | |             | Image manquante Téléverser                                          |
| Abbatiale Sainte-Foy de Conques                                     | Conques-en-Rouergue            |          | 44° 35′ 58″ nord, 2° 23′ 52″ est | « PA00093999 »          | Classé MH Église ; Classé MH L'aire du cloître avec son bassin en serpentine et les bâtiments qui l'entourent : réfectoire et bâtiment du Trésor                 | 1840 ; 2002 | Abbatiale Sainte-Foy de Conques                                     |
| Église Saint-Pierre de Grand-Vabre                                  | Conques-en-Rouergue            |          | 44° 37′ 49″ nord, 2° 21′ 30″ est |                         | |             | Église Saint-Pierre de Grand-Vabre                                  |
| Église des Anges-Gardiens d'Arjac                                   | Conques-en-Rouergue            |          | 44° 31′ 43″ nord, 2° 24′ 08″ est |                         | |             | Église des Anges-Gardiens d'Arjac                                   |
| Église Saint-Christophe de Montignac                                | Conques-en-Rouergue            |          | 44° 35′ 25″ nord, 2° 24′ 14″ est |                         | |             | Église Saint-Christophe de Montignac                                |
| Église Saint-Clair-et-Saint-Roch de la Vinzelle                     | Conques-en-Rouergue            |          | 44° 38′ 36″ nord, 2° 20′ 43″ est |                         | |             | Église Saint-Clair-et-Saint-Roch de la Vinzelle                     |
| Église Saint-Cyprien de Saint-Cyprien-sur-Dourdou                   | Conques-en-Rouergue            |          | 44° 32′ 48″ nord, 2° 24′ 47″ est |                         | |             | Image manquante Téléverser                                          |
| Église Saint-Jean-Baptiste de Noailhac                              | Conques-en-Rouergue            |          | 44° 33′ 55″ nord, 2° 22′ 35″ est |                         | |             | Église Saint-Jean-Baptiste de Noailhac                              |
| Église Saint-Julien de Saint-Julien-de-Malmont                      | Conques-en-Rouergue            |          | 44° 31′ 20″ nord, 2° 22′ 48″ est |                         | |             | Église Saint-Julien de Saint-Julien-de-Malmont                      |
| Église Saint-Marcel de Conques                                      | Conques-en-Rouergue            |          | 44° 36′ 22″ nord, 2° 25′ 11″ est |                         | |             | Église Saint-Marcel de Conques                                      |
| Église Saint-Pierre-ès-Liens de Cornus                              | Cornus                         |          | 43° 54′ 10″ nord, 3° 10′ 44″ est |                         | |             | Église Saint-Pierre-ès-Liens de Cornus                              |
| Église Saint-Martin de Canals                                       | Cornus                         |          | 43° 53′ 09″ nord, 3° 14′ 30″ est |                         | |             | Église Saint-Martin de Canals                                       |
| Église de La Bastide-des-Fonts                                      | Cornus                         |          | à géolocaliser                   |                         | |             | Image manquante Téléverser                                          |
| Église Saint-Védard de Coubisou                                     | Coubisou                       |          | 44° 33′ 12″ nord, 2° 43′ 54″ est | « PA00094002 »          | Inscrit MH | 1978        | Église Saint-Védard de Coubisou                                     |
| Église Saint-Martin de Monastère-Cabrespines                        | Coubisou                       |          | 44° 34′ 35″ nord, 2° 42′ 57″ est |                         | |             | Église Saint-Martin de Monastère-Cabrespines                        |
| Église Notre-Dame-de-l'Assomption de Coupiac                        | Coupiac                        |          | 43° 57′ 15″ nord, 2° 34′ 51″ est |                         | |             | Église Notre-Dame-de-l'Assomption de Coupiac                        |
| Église Saint-Exupère de Saint-Exupère                               | Coupiac                        |          | 43° 55′ 33″ nord, 2° 35′ 30″ est |                         | |             | Image manquante Téléverser                                          |
| Église Saint-Michel de Saint-Michel-de-Castor                       | Coupiac                        |          | 43° 55′ 01″ nord, 2° 36′ 20″ est |                         | |             | Image manquante Téléverser                                          |
| Église Saint-Julien de Cransac                                      | Cransac                        |          | 44° 31′ 29″ nord, 2° 17′ 01″ est |                         | |             | Église Saint-Julien de Cransac                                      |
| Église Saint-Julien de Creissels                                    | Creissels                      |          | 44° 05′ 10″ nord, 3° 03′ 42″ est |                         | |             | Image manquante Téléverser                                          |
| Église Saint-Robert de Crespin                                      | Crespin                        |          | 44° 09′ 29″ nord, 2° 16′ 58″ est |                         | |             | Église Saint-Robert de Crespin                                      |
| Église Sainte-Quitterie de Lespinassolle                            | Crespin                        |          | 44° 08′ 47″ nord, 2° 13′ 50″ est |                         | |             | Église Sainte-Quitterie de Lespinassolle                            |
| Église Saint-Pierre de Curan                                        | Curan                          |          | 44° 12′ 00″ nord, 2° 51′ 18″ est |                         | |             | Église Saint-Pierre de Curan                                        |
| Église Saint-Pierre-ès-Liens de Curières                            | Curières                       |          | 44° 39′ 07″ nord, 2° 51′ 56″ est |                         | |             | Église Saint-Pierre-ès-Liens de Curières                            |
| Église Notre-Dame de Decazeville                                    | Decazeville                    |          | 44° 33′ 37″ nord, 2° 15′ 06″ est | « PA12000073 »          | Inscrit MH | 2019        | Église Notre-Dame de Decazeville                                    |
| Église Saint-Roch de Decazeville                                    | Decazeville                    |          | 44° 33′ 35″ nord, 2° 15′ 04″ est |                         | |             | Image manquante Téléverser                                          |
| Église Saint-Antoine de Fontvergnes                                 | Decazeville                    |          | 44° 33′ 17″ nord, 2° 15′ 54″ est |                         | |             | Image manquante Téléverser                                          |
| Église Saint-Michel de Saint-Michel                                 | Decazeville                    |          | 44° 33′ 33″ nord, 2° 16′ 37″ est |                         | |             | Église Saint-Michel de Saint-Michel                                 |
| Église de la Très-Sainte-Trinité du Pas                             | Druelle Balsac                 |          | 44° 22′ 32″ nord, 2° 26′ 39″ est |                         | |             | Image manquante Téléverser                                          |
| Église de l'Assomption de Balsac                                    | Druelle Balsac                 |          | 44° 24′ 09″ nord, 2° 26′ 40″ est |                         | |             | Église de l'Assomption de Balsac                                    |
| Église Saint-Amans d'Abbas                                          | Druelle Balsac                 |          | 44° 22′ 10″ nord, 2° 24′ 57″ est |                         | |             | Image manquante Téléverser                                          |
| Église Saint-Christophe d'Ampiac                                    | Druelle Balsac                 |          | 44° 20′ 43″ nord, 2° 29′ 32″ est |                         | |             | Image manquante Téléverser                                          |
| Église Notre-Dame de Drulhe                                         | Drulhe                         |          | 44° 27′ 45″ nord, 2° 07′ 46″ est |                         | |             | Église Notre-Dame de Drulhe                                         |
| Église Saint-Pierre-aux-Liens de Cannac                             | Durenque                       |          | 44° 05′ 32″ nord, 2° 38′ 24″ est |                         | |             | Image manquante Téléverser                                          |
| Église Sainte-Thérèse de Durenque                                   | Durenque                       |          | 44° 06′ 35″ nord, 2° 37′ 10″ est |                         | |             | Image manquante Téléverser                                          |
| Église Saint-Georges d'Entraygues-sur-Truyère                       | Entraygues-sur-Truyère         |          | 44° 38′ 42″ nord, 2° 33′ 52″ est |                         | |             | Église Saint-Georges d'Entraygues-sur-Truyère                       |
| Église Saint-Jean de Ginolhac                                       | Entraygues-sur-Truyère         |          | 44° 39′ 44″ nord, 2° 33′ 32″ est |                         | |             | Image manquante Téléverser                                          |
| Église Saint-Denis d'Escandolières                                  | Escandolières                  |          | 44° 28′ 11″ nord, 2° 20′ 15″ est |                         | |             | Église Saint-Denis d'Escandolières                                  |
| Église Saint-Géraud de la Capelle del Vern                          | Escandolières                  |          | 44° 27′ 43″ nord, 2° 21′ 33″ est |                         | |             | Image manquante Téléverser                                          |
| Église Saint-Hilarian-Sainte-Foy de Perse                           | Espalion                       |          | 44° 31′ 04″ nord, 2° 46′ 16″ est | « PA00094015 »          | Classé MH | 1862        | Église Saint-Hilarian-Sainte-Foy de Perse                           |
| Église Saint-Jean-Baptiste d'Espalion                               | Espalion                       |          | 44° 31′ 19″ nord, 2° 45′ 41″ est |                         | |             | Église Saint-Jean-Baptiste d'Espalion                               |
| Église Saint-Julien d'Alayrac                                       | Espalion                       |          | 44° 32′ 06″ nord, 2° 45′ 06″ est |                         | |             | Église Saint-Julien d'Alayrac                                       |
| Ancienne église Saint-Jean-Baptiste d'Espalion                      | Espalion                       |          | 44° 31′ 16″ nord, 2° 45′ 44″ est | « PA00094017 »          | Inscrit MH | 1979        | Ancienne église Saint-Jean-Baptiste d'Espalion                      |
| Église Notre-Dame-de-l'Assomption de Flaujac                        | Espalion                       |          | 44° 31′ 36″ nord, 2° 47′ 10″ est |                         | |             | Église Notre-Dame-de-l'Assomption de Flaujac                        |
| Église Saint-Michel de Calmont d'Olt                                | Espalion                       |          | 44° 30′ 57″ nord, 2° 45′ 15″ est |                         | |             | Église Saint-Michel de Calmont d'Olt                                |
| Église de Biounac                                                   | Espalion                       |          | 44° 29′ 24″ nord, 2° 45′ 52″ est |                         | |             | Image manquante Téléverser                                          |
| Église d'Espeyrac                                                   | Espeyrac                       |          | 44° 36′ 45″ nord, 2° 30′ 36″ est |                         | |             | Image manquante Téléverser                                          |
| Église Saint-Blaise de Vinnac                                       | Estaing                        |          | 44° 32′ 59″ nord, 2° 41′ 57″ est | « PA00094023 »          | Inscrit MH | 1979        | Église Saint-Blaise de Vinnac                                       |
| Église Saint-Fleuret d'Estaing                                      | Estaing                        |          | 44° 33′ 16″ nord, 2° 40′ 22″ est | « PA00094022 »          | Inscrit MH | 1927        | Église Saint-Fleuret d'Estaing                                      |
| Église Saint-Laurent de Fayet                                       | Fayet                          |          | 43° 48′ 10″ nord, 2° 56′ 58″ est |                         | |             | Église Saint-Laurent de Fayet                                       |
| Église Notre-Dame de La Roque                                       | Fayet                          |          | 43° 48′ 10″ nord, 2° 59′ 45″ est |                         | |             | Église Notre-Dame de La Roque                                       |
| Église Saint-Saturnin de Firmi                                      | Firmi                          |          | 44° 32′ 28″ nord, 2° 18′ 28″ est |                         | |             | Église Saint-Saturnin de Firmi                                      |
| Église Saint-Amans de la Bessenoits                                 | Firmi                          |          | 44° 34′ 06″ nord, 2° 18′ 28″ est |                         | |             | Église Saint-Amans de la Bessenoits                                 |
| Église Saint-Martin de Flagnac                                      | Flagnac                        |          | 44° 36′ 16″ nord, 2° 14′ 49″ est |                         | |             | Image manquante Téléverser                                          |
| Église Sainte-Croix d'Agnac                                         | Flagnac                        |          | 44° 34′ 30″ nord, 2° 16′ 16″ est |                         | |             | Image manquante Téléverser                                          |
| Ancienne église Saint-Pierre de Flavin                              | Flavin                         |          | 44° 17′ 24″ nord, 2° 36′ 20″ est | « PA00094027 »          | Classé MH Chevet et clocher qui le surmonte y compris les peintures murales                                                                                      | 1988        | Ancienne église Saint-Pierre de Flavin                              |
| Église Saint-Pierre de Flavin                                       | Flavin                         |          | 44° 17′ 25″ nord, 2° 36′ 17″ est |                         | |             | Église Saint-Pierre de Flavin                                       |
| Église Saint-Laurent de Florentin                                   | Florentin-la-Capelle           |          | 44° 37′ 44″ nord, 2° 37′ 54″ est |                         | |             | Église Saint-Laurent de Florentin                                   |
| Église Saint-Pierre de la Capelle                                   | Florentin-la-Capelle           |          | 44° 39′ 10″ nord, 2° 40′ 40″ est |                         | |             | Image manquante Téléverser                                          |
| Église Notre-Dame-de-la-Consolation de Foissac                      | Foissac                        |          | 44° 30′ 37″ nord, 2° 00′ 17″ est |                         | |             | Image manquante Téléverser                                          |
| Église Saint-Pierre de Fondamente                                   | Fondamente                     |          | 43° 46′ 05″ nord, 2° 56′ 55″ est |                         | |             | Église Saint-Pierre de Fondamente                                   |
| Église Saint-Maurice de Saint-Maurice-de-Sorgues                    | Fondamente                     |          | 43° 51′ 56″ nord, 3° 04′ 35″ est |                         | |             | Image manquante Téléverser                                          |
| Église Saint-Jean de Saint-Affrique-du-Causse                       | Gabriac                        |          | 44° 28′ 02″ nord, 2° 48′ 10″ est | « PA00094031 »          | Inscrit MH Église, à l'exclusion de la chapelle moderne (bras Sud du transept) et de la partie classée ; Classé MH Abside                                        | 1941 ; 1942 | Église Saint-Jean de Saint-Affrique-du-Causse                       |
| Église Saint-Germain de Ceyrac                                      | Gabriac                        |          | 44° 27′ 16″ nord, 2° 49′ 33″ est |                         | |             | Image manquante Téléverser                                          |
| Église Saint-Martial de Gabriac                                     | Gabriac                        |          | 44° 27′ 04″ nord, 2° 47′ 38″ est |                         | |             | Église Saint-Martial de Gabriac                                     |
| Église Saint-Jean-Baptiste de Gaillac-d'Aveyron                     | Gaillac-d'Aveyron              |          | 44° 21′ 18″ nord, 2° 55′ 47″ est |                         | |             | Image manquante Téléverser                                          |
| Église Saint-André de Gagnac                                        | Gaillac-d'Aveyron              |          | 44° 22′ 32″ nord, 2° 53′ 23″ est |                         | |             | Image manquante Téléverser                                          |
| Église de Lissirou                                                  | Gaillac-d'Aveyron              |          | 44° 21′ 12″ nord, 2° 53′ 07″ est |                         | |             | Image manquante Téléverser                                          |
| Église Saint-Pierre de Galgan                                       | Galgan                         |          | 44° 30′ 09″ nord, 2° 10′ 48″ est |                         | |             | Église Saint-Pierre de Galgan                                       |
| Église Saint-Jean-Baptiste de Gissac                                | Gissac                         |          | 43° 50′ 46″ nord, 2° 55′ 57″ est |                         | |             | Église Saint-Jean-Baptiste de Gissac                                |
| Église Saint-Martin de Golinhac                                     | Golinhac                       |          | 44° 36′ 18″ nord, 2° 35′ 00″ est |                         | |             | Église Saint-Martin de Golinhac                                     |
| Église Saint-Roch de Castaillac                                     | Golinhac                       |          | 44° 35′ 19″ nord, 2° 37′ 04″ est |                         | |             | Image manquante Téléverser                                          |
| Église Saint-Amans de Goutrens                                      | Goutrens                       |          | 44° 26′ 33″ nord, 2° 22′ 16″ est |                         | |             | Image manquante Téléverser                                          |
| Église Saint-Vincent de Cassagnes                                   | Goutrens                       |          | 44° 26′ 17″ nord, 2° 24′ 31″ est |                         | |             | Image manquante Téléverser                                          |
| Église Sainte-Madeleine de Gramond                                  | Goutrens                       |          | 44° 15′ 53″ nord, 2° 21′ 56″ est |                         | |             | Église Sainte-Madeleine de Gramond                                  |
| Église Saint-Jean-Baptiste d'Huparlac                               | Huparlac                       |          | 44° 42′ 45″ nord, 2° 45′ 45″ est |                         | |             | Église Saint-Jean-Baptiste d'Huparlac                               |
| Église Sainte-Madeleine de L'Hospitalet-du-Larzac                   | L'Hospitalet-du-Larzac         |          | 43° 58′ 25″ nord, 3° 11′ 33″ est |                         | |             | Église Sainte-Madeleine de L'Hospitalet-du-Larzac                   |
| Église Saint-Pierre de La Bastide-Pradines                          | La Bastide-Pradines            |          | 44° 00′ 05″ nord, 3° 02′ 41″ est |                         | |             | Image manquante Téléverser                                          |
| Église Saint-Pierre de Saint-Pierre-de-Courgeas                     | La Bastide-Pradines            |          | 44° 00′ 25″ nord, 3° 02′ 10″ est |                         | |             | Image manquante Téléverser                                          |
| Église Saint-Pierre-ès-Liens de Solages                             | La Bastide-Solages             |          | 43° 56′ 41″ nord, 2° 31′ 26″ est |                         | |             | Image manquante Téléverser                                          |
| Église Saint-Pierre-ès-Liens de Solages                             | La Bastide-Solages             |          | 43° 56′ 41″ nord, 2° 31′ 26″ est |                         | |             | Image manquante Téléverser                                          |
| Église Saint-Pierre de La Capelle-Balaguier                         | La Capelle-Balaguier           |          | 44° 26′ 12″ nord, 1° 56′ 11″ est |                         | |             | Église Saint-Pierre de La Capelle-Balaguier                         |
| Église Saint-Pierre de La Capelle-Balaguier                         | La Capelle-Balaguier           |          | 44° 26′ 12″ nord, 1° 56′ 11″ est |                         | |             | Église Saint-Pierre de La Capelle-Balaguier                         |
| Église Saint-Jérôme de La Capelle-Bleys                             | La Capelle-Bleys               |          | 44° 17′ 42″ nord, 2° 10′ 55″ est |                         | |             | Église Saint-Jérôme de La Capelle-Bleys                             |
| Église Notre-Dame de La Capelle-Bonance                             | La Capelle-Bonance             |          | 44° 26′ 28″ nord, 3° 00′ 45″ est |                         | |             | Église Notre-Dame de La Capelle-Bonance                             |
| Église Notre-Dame du Larzac de La Cavalerie                         | La Cavalerie                   |          | 44° 00′ 30″ nord, 3° 09′ 28″ est |                         | |             | Église Notre-Dame du Larzac de La Cavalerie                         |
| Église Saint-Christol de La Couvertoirade                           | La Couvertoirade               |          | 43° 54′ 45″ nord, 3° 19′ 04″ est | « PA00094006 »          | Classé MH Église et ancien cimetière | 1945        | Église Saint-Christol de La Couvertoirade                           |
| Église Saint-Christol de La Couvertoirade                           | La Couvertoirade               |          | 43° 54′ 45″ nord, 3° 19′ 04″ est | « PA00094006 »          | Classé MH Église et ancien cimetière | 1945        | Église Saint-Christol de La Couvertoirade                           |
| Église Saint-Caprais de la Blaquererie                              | La Couvertoirade               |          | 43° 56′ 55″ nord, 3° 16′ 05″ est |                         | |             | Image manquante Téléverser                                          |
| Église Saint-Martin de Pinet                                        | La Cresse                      |          | 44° 11′ 23″ nord, 3° 08′ 38″ est | « PA00094010 »          | Classé MH | 1984        | Église Saint-Martin de Pinet                                        |
| Église Saint-Baudile de La Cresse                                   | La Cresse                      |          | 44° 10′ 39″ nord, 3° 07′ 50″ est |                         | |             | Église Saint-Baudile de La Cresse                                   |
| Église Saint-Jean-Baptiste de La Fouillade                          | La Fouillade                   |          | 44° 13′ 54″ nord, 2° 02′ 30″ est |                         | |             | Église Saint-Jean-Baptiste de La Fouillade                          |
| Église de l'Assomption d'Arcanhac                                   | La Fouillade                   |          | 44° 13′ 52″ nord, 2° 04′ 25″ est |                         | |             | Église de l'Assomption d'Arcanhac                                   |
| Église de la Nativité-de-la-Sainte-Vierge d'Ortholès                | La Loubière                    |          | 44° 23′ 17″ nord, 2° 38′ 03″ est |                         | |             | Image manquante Téléverser                                          |
| Église Saint-Pierre-aux-Liens de Cayssac                            | La Loubière                    |          | 44° 24′ 00″ nord, 2° 39′ 50″ est |                         | |             | Église Saint-Pierre-aux-Liens de Cayssac                            |
| Église de l'Assomption de La Loubière                               | La Loubière                    |          | 44° 22′ 12″ nord, 2° 39′ 57″ est |                         | |             | Église de l'Assomption de La Loubière                               |
| Église Saint-Loup de Lioujas                                        | La Loubière                    |          | 44° 24′ 17″ nord, 2° 37′ 54″ est |                         | |             | Image manquante Téléverser                                          |
| Église Notre-Dame-des-Treilles de Saint-Véran                       | La Roque-Sainte-Marguerite     |          | 44° 06′ 31″ nord, 3° 15′ 38″ est | « PA00094134 »          | Inscrit MH | 1927        | Église Notre-Dame-des-Treilles de Saint-Véran                       |
| Église Sainte-Marguerite-d'Antobe de La Roque-Sainte-Marguerite     | La Roque-Sainte-Marguerite     |          | 44° 07′ 30″ nord, 3° 13′ 22″ est |                         | |             | Église Sainte-Marguerite-d'Antobe de La Roque-Sainte-Marguerite     |
| Église Saint-Pierre de Pierrefiche-du-Larzac                        | La Roque-Sainte-Marguerite     |          | 44° 06′ 26″ nord, 3° 13′ 02″ est |                         | |             | Église Saint-Pierre de Pierrefiche-du-Larzac                        |
| Église Saint-Pierre de La Rouquette                                 | La Rouquette                   |          | 44° 18′ 09″ nord, 1° 58′ 22″ est |                         | |             | Église Saint-Pierre de La Rouquette                                 |
| Église Saint-Amans d'Orlhonac                                       | La Rouquette                   |          | 44° 18′ 46″ nord, 2° 00′ 44″ est |                         | |             | Église Saint-Amans d'Orlhonac                                       |
| Église Sainte-Croix de La Salvetat-Peyralès                         | La Salvetat-Peyralès           |          | 44° 13′ 12″ nord, 2° 12′ 06″ est |                         | |             | Église Sainte-Croix de La Salvetat-Peyralès                         |
| Église Saint-Michel de Montou                                       | La Salvetat-Peyralès           |          | 44° 12′ 52″ nord, 2° 10′ 15″ est |                         | |             | Image manquante Téléverser                                          |
| Église Notre-Dame-de-Septembre de Murat                             | La Salvetat-Peyralès           |          | 44° 12′ 11″ nord, 2° 09′ 34″ est |                         | |             | Église Notre-Dame-de-Septembre de Murat                             |
| Église Saint-Martin de Blauzac                                      | La Salvetat-Peyralès           |          | 44° 11′ 28″ nord, 2° 12′ 25″ est |                         | |             | Image manquante Téléverser                                          |
| Église de Léruech                                                   | La Salvetat-Peyralès           |          | 44° 11′ 29″ nord, 2° 11′ 12″ est |                         | |             | Image manquante Téléverser                                          |
| Église Notre-Dame-de-l'Assomption de Romette                        | La Salvetat-Peyralès           |          | 44° 14′ 05″ nord, 2° 12′ 57″ est |                         | |             | Image manquante Téléverser                                          |
| Église de Pradials                                                  | La Salvetat-Peyralès           |          | 44° 15′ 15″ nord, 2° 11′ 28″ est |                         | |             | Image manquante Téléverser                                          |
| Église de l'Assomption de La Selve                                  | La Selve                       |          | 44° 06′ 39″ nord, 2° 32′ 10″ est |                         | |             | Image manquante Téléverser                                          |
| Église Saint-Jean-Baptiste de Bégon                                 | La Selve                       |          | 44° 08′ 14″ nord, 2° 32′ 23″ est |                         | |             | Église Saint-Jean-Baptiste de Bégon                                 |
| Église Saint-Martial de Lagarde                                     | La Selve                       |          | 44° 04′ 27″ nord, 2° 31′ 48″ est |                         | |             | Image manquante Téléverser                                          |
| Église de l'Assomption de Monteils                                  | La Serre                       |          | 43° 53′ 34″ nord, 2° 37′ 50″ est |                         | |             | Image manquante Téléverser                                          |
| Église Saint-Robert de Lacroix-Barrez                               | Lacroix-Barrez                 |          | 44° 46′ 47″ nord, 2° 38′ 14″ est |                         | |             | Image manquante Téléverser                                          |
| Église de Bars                                                      | Lacroix-Barrez                 |          | à géolocaliser                   |                         | |             | Image manquante Téléverser                                          |
| Église de Fraysse                                                   | Lacroix-Barrez                 |          | à géolocaliser                   |                         | |             | Image manquante Téléverser                                          |
| Église Saint-Matthieu de Laguiole                                   | Laguiole                       |          | 44° 41′ 05″ nord, 2° 50′ 41″ est | « PA00094041 »          | Inscrit MH Portail | 1927        | Église Saint-Matthieu de Laguiole                                   |
| Église Saint-Félix d'Alcorn                                         | Laguiole                       |          | 44° 41′ 50″ nord, 2° 49′ 26″ est |                         | |             | Image manquante Téléverser                                          |
| Église Saint-Jean-Baptiste de Montmaton                             | Laguiole                       |          | 44° 42′ 25″ nord, 2° 52′ 21″ est |                         | |             | Image manquante Téléverser                                          |
| Église Saint-Félix de Laissac                                       | Laissac-Sévérac l'Église       |          | 44° 22′ 53″ nord, 2° 49′ 28″ est |                         | |             | Église Saint-Félix de Laissac                                       |
| Église de l'Assomption de Sévérac-l'Église                          | Laissac-Sévérac l'Église       |          | 44° 21′ 46″ nord, 2° 50′ 54″ est |                         | |             | Église de l'Assomption de Sévérac-l'Église                          |
| Église Saint-Baudile de Lanuéjouls                                  | Lanuéjouls                     |          | 44° 25′ 31″ nord, 2° 09′ 41″ est |                         | |             | Église Saint-Baudile de Lanuéjouls                                  |
| Église Saint-Martial de Lapanouse-de-Cernon                         | Lapanouse-de-Cernon            |          | 43° 59′ 46″ nord, 3° 05′ 54″ est |                         | |             | Image manquante Téléverser                                          |
| Église Saint-Jacques de Lassouts                                    | Lassouts                       |          | 44° 29′ 14″ nord, 2° 51′ 49″ est | « PA00094046 »          | Classé MH Tympan sculpté surmontant le portail | 1927        | Église Saint-Jacques de Lassouts                                    |
| Église Notre-Dame de Notre-Dame-d'Albiacs                           | Lassouts                       |          | 44° 30′ 02″ nord, 2° 48′ 57″ est |                         | |             | Image manquante Téléverser                                          |
| Église de l'Immaculée-Conception de la Verdolle                     | Laval-Roquecezière             |          | 43° 50′ 00″ nord, 2° 37′ 53″ est |                         | |             | Image manquante Téléverser                                          |
| Église du monastère Notre-Dame d'Orient                             | Laval-Roquecezière             |          | 43° 51′ 14″ nord, 2° 37′ 34″ est |                         | |             | Image manquante Téléverser                                          |
| Église Saint-Crépin de Saint-Crépin                                 | Laval-Roquecezière             |          | 43° 48′ 23″ nord, 2° 38′ 25″ est |                         | |             | Image manquante Téléverser                                          |
| Église Saint-Jacques de Roquecezière                                | Laval-Roquecezière             |          | 43° 47′ 50″ nord, 2° 37′ 09″ est |                         | |             | Église Saint-Jacques de Roquecezière                                |
| Église Saint-Maurice de Saint-Maurice                               | Laval-Roquecezière             |          | 43° 50′ 52″ nord, 2° 37′ 53″ est |                         | |             | Image manquante Téléverser                                          |
| Église de l'Assomption de Teulières                                 | Le Bas Ségala                  |          | 44° 19′ 27″ nord, 2° 08′ 30″ est |                         | |             | Image manquante Téléverser                                          |
| Église Saint-Dalmas de La Bastide-l'Évêque                          | Le Bas Ségala                  |          | 44° 20′ 26″ nord, 2° 08′ 03″ est |                         | |             | Église Saint-Dalmas de La Bastide-l'Évêque                          |
| Église Sainte-Madeleine de Saint-Salvadou                           | Le Bas Ségala                  |          | 44° 16′ 51″ nord, 2° 06′ 03″ est |                         | |             | Église Sainte-Madeleine de Saint-Salvadou                           |
| Église Saint-Jean-Baptiste de Cabanes                               | Le Bas Ségala                  |          | 44° 20′ 57″ nord, 2° 08′ 14″ est |                         | |             | Image manquante Téléverser                                          |
| Église Saint-Martin de Tizac                                        | Le Bas Ségala                  |          | 44° 15′ 17″ nord, 2° 07′ 19″ est |                         | |             | Image manquante Téléverser                                          |
| Église Saint-Pierre de Cadour                                       | Le Bas Ségala                  |          | 44° 20′ 55″ nord, 2° 09′ 36″ est |                         | |             | Image manquante Téléverser                                          |
| Église Saint-Julien de Vabre-Tizac                                  | Le Bas Ségala                  |          | 44° 16′ 12″ nord, 2° 09′ 03″ est |                         | |             | Église Saint-Julien de Vabre-Tizac                                  |
| Église Saint-Étienne d'Anglars                                      | Le Cayrol                      |          | 44° 35′ 50″ nord, 2° 46′ 06″ est |                         | |             | Église Saint-Étienne d'Anglars                                      |
| Église Saint-Pierre du Cayrol                                       | Le Cayrol                      |          | 44° 35′ 16″ nord, 2° 47′ 32″ est |                         | |             | Église Saint-Pierre du Cayrol                                       |
| Église paroissiale du Clapier                                       | Le Clapier                     |          | 43° 49′ 54″ nord, 3° 10′ 26″ est |                         | |             | Image manquante Téléverser                                          |
| Église Saint-Cyrice de Saint-Xist                                   | Le Clapier                     |          | 43° 50′ 27″ nord, 3° 08′ 00″ est |                         | |             | Église Saint-Cyrice de Saint-Xist                                   |
| Église Saint-Julien de Roussy                                       | Le Fel                         |          | 44° 39′ 16″ nord, 2° 30′ 50″ est |                         | |             | Image manquante Téléverser                                          |
| Église Saint-Étienne du Nayrac                                      | Le Nayrac                      |          | 44° 36′ 47″ nord, 2° 39′ 47″ est |                         | |             | Église Saint-Étienne du Nayrac                                      |
| Église Saint-Michel du Truel                                        | Le Truel                       |          | 44° 02′ 58″ nord, 2° 45′ 20″ est |                         | |             | Église Saint-Michel du Truel                                        |
| Église Saint-Martial de la Romiguière                               | Le Truel                       |          | 44° 02′ 46″ nord, 2° 46′ 01″ est |                         | |             | Image manquante Téléverser                                          |
| Église Saint-Martial de la Romiguière                               | Le Truel                       |          | 44° 02′ 46″ nord, 2° 46′ 01″ est |                         | |             | Image manquante Téléverser                                          |
| Église Saint-Martin de Saint-Martin-de-Cormières                    | Le Vibal                       |          | 44° 19′ 50″ nord, 2° 46′ 36″ est | « PA00094200 »          | Inscrit MH | 1988        | Église Saint-Martin de Saint-Martin-de-Cormières                    |
| Église de la Nativité-de-la-Sainte-Vierge du Vibal                  | Le Vibal                       |          | 44° 18′ 55″ nord, 2° 45′ 21″ est |                         | |             | Église de la Nativité-de-la-Sainte-Vierge du Vibal                  |
| Église Notre-Dame-de-l'Assomption de Frayssinhes                    | Le Vibal                       |          | 44° 19′ 34″ nord, 2° 41′ 54″ est |                         | |             | Église Notre-Dame-de-l'Assomption de Frayssinhes                    |
| Église Saint-Amans de Lentin                                        | Lédergues                      |          | 44° 05′ 52″ nord, 2° 24′ 33″ est |                         | |             | Église Saint-Amans de Lentin                                        |
| Église Saint-Laurent de Falguières                                  | Lédergues                      |          | 44° 04′ 09″ nord, 2° 25′ 57″ est |                         | |             | Image manquante Téléverser                                          |
| Église Saint-Martin de Lédergues                                    | Lédergues                      |          | 44° 05′ 18″ nord, 2° 26′ 24″ est |                         | |             | Église Saint-Martin de Lédergues                                    |
| Église Saint-Denis des Albres                                       | Les Albres                     |          | 44° 32′ 15″ nord, 2° 10′ 22″ est |                         | |             | Église Saint-Denis des Albres                                       |
| Église Notre-Dame des Costes-Gozon                                  | Les Costes-Gozon               |          | 44° 01′ 02″ nord, 2° 48′ 07″ est |                         | |             | Image manquante Téléverser                                          |
| Église Notre-Dame-de-l'Assomption de Lescure-Jaoul                  | Lescure-Jaoul                  |          | 44° 13′ 52″ nord, 2° 08′ 49″ est |                         | |             | Église Notre-Dame-de-l'Assomption de Lescure-Jaoul                  |
| Église Saint-Pierre de Flauzins                                     | Lescure-Jaoul                  |          | 44° 12′ 25″ nord, 2° 08′ 09″ est |                         | |             | Image manquante Téléverser                                          |
| Église de l'Assomption de Saugane                                   | Lescure-Jaoul                  |          | 44° 03′ 50″ nord, 2° 38′ 27″ est |                         | |             | Image manquante Téléverser                                          |
| Église Saint-Pierre de Thouels                                      | Lescure-Jaoul                  |          | 44° 02′ 40″ nord, 2° 39′ 57″ est |                         | |             | Image manquante Téléverser                                          |
| Église Saint-Pierre de la Roque-Bouillac                            | Livinhac-le-Haut               |          | 44° 35′ 01″ nord, 2° 11′ 18″ est |                         | |             | Image manquante Téléverser                                          |
| Église Saint-Adrien de Livinhac-le-Haut                             | Livinhac-le-Haut               |          | 44° 35′ 28″ nord, 2° 13′ 53″ est |                         | |             | Église Saint-Adrien de Livinhac-le-Haut                             |
| Église Saint-Jean de la Primaube                                    | Luc-la-Primaube                |          | 44° 17′ 29″ nord, 2° 33′ 39″ est | « IA12112003 »          | |             | Église Saint-Jean de la Primaube                                    |
| Église Saint-Maurice de Luc                                         | Luc-la-Primaube                |          | 44° 18′ 50″ nord, 2° 32′ 05″ est |                         | |             | Église Saint-Maurice de Luc                                         |
| Église Saint-Martin de la Capelle Saint-Martin                      | Luc-la-Primaube                |          | 44° 17′ 05″ nord, 2° 34′ 08″ est |                         | |             | Église Saint-Martin de la Capelle Saint-Martin                      |
| Église Saint-Blaise de Lugan                                        | Lugan                          |          | 44° 28′ 55″ nord, 2° 15′ 35″ est |                         | |             | Église Saint-Blaise de Lugan                                        |
| Église Saint-Blaise de Lugan                                        | Lugan                          |          | 44° 28′ 55″ nord, 2° 15′ 35″ est |                         | |             | Église Saint-Blaise de Lugan                                        |
| Église Saint-Jean-Baptiste de Lunac                                 | Lunac                          |          | 44° 14′ 07″ nord, 2° 06′ 48″ est | « PA00094052 »          | Inscrit MH Les trois absides ; le transept avec la coupole intérieure de la croisée et les piliers qui la supportent ; l'autel en pierre situé dans l'abside Sud | 1937        | Église Saint-Jean-Baptiste de Lunac                                 |
| Église Saint-Amans des Mazières                                     | Lunac                          |          | 44° 15′ 47″ nord, 2° 04′ 57″ est |                         | |             | Image manquante Téléverser                                          |
| Église Saint-Hilaire-et-Saint-Pierre de Maleville                   | Maleville                      |          | 44° 23′ 47″ nord, 2° 06′ 03″ est |                         | |             | Église Saint-Hilaire-et-Saint-Pierre de Maleville                   |
| Église Saint-Jean-de-Sabadel                                        | Maleville                      |          | à géolocaliser                   |                         | |             | Image manquante Téléverser                                          |
| Église de Lalo                                                      | Maleville                      |          | à géolocaliser                   |                         | |             | Image manquante Téléverser                                          |
| Église d'Artigues                                                   | Maleville                      |          | à géolocaliser                   |                         | |             | Image manquante Téléverser                                          |
| Église de Manhac                                                    | Manhac                         |          | 44° 15′ 17″ nord, 2° 28′ 09″ est |                         | |             | Église de Manhac                                                    |
| Église Saint-Pierre de Naves                                        | Manhac                         |          | 44° 15′ 32″ nord, 2° 29′ 11″ est |                         | |             | Église Saint-Pierre de Naves                                        |
| Église Saint-Martial de Marcillac-Vallon                            | Marcillac-Vallon               |          | 44° 28′ 25″ nord, 2° 27′ 48″ est |                         | |             | Église Saint-Martial de Marcillac-Vallon                            |
| Église Saint-Armand de Latour                                       | Marnhagues-et-Latour           |          | 43° 52′ 21″ nord, 3° 01′ 52″ est |                         | |             | Image manquante Téléverser                                          |
| Abbatiale Notre-Dame de Loc-Dieu                                    | Martiel                        |          | 44° 20′ 23″ nord, 1° 55′ 52″ est |                         | |             | Abbatiale Notre-Dame de Loc-Dieu                                    |
| Église Sainte-Marie-Madeleine de Marroule                           | Martiel                        |          | 44° 23′ 34″ nord, 1° 52′ 58″ est |                         | |             | Image manquante Téléverser                                          |
| Église Saint-Barthélemy de Martiel                                  | Martiel                        |          | 44° 22′ 35″ nord, 1° 55′ 22″ est |                         | |             | Église Saint-Barthélemy de Martiel                                  |
| Église Saint-Hilaire de Fontaynous                                  | Martiel                        |          | 44° 22′ 31″ nord, 1° 53′ 37″ est |                         | |             | Église Saint-Hilaire de Fontaynous                                  |
| Église Saint-Jacques d'Elbes                                        | Martiel                        |          | 44° 20′ 35″ nord, 1° 54′ 50″ est |                         | |             | Image manquante Téléverser                                          |
| Église Notre-Dame-de-Septembre de Martrin                           | Martrin                        |          | 43° 56′ 19″ nord, 2° 37′ 09″ est | « PA00094058 »          | Inscrit MH Clocher | 1927        | Église Notre-Dame-de-Septembre de Martrin                           |
| Église Saint-Fabien-et-Saint-Sébastien de Mayran                    | Mayran                         |          | 44° 23′ 19″ nord, 2° 21′ 51″ est |                         | |             | Église Saint-Fabien-et-Saint-Sébastien de Mayran                    |
| Église Saint-Martin de Mélagues                                     | Mélagues                       |          | 43° 44′ 18″ nord, 3° 01′ 05″ est |                         | |             | Église Saint-Martin de Mélagues                                     |
| Église Saint-Pierre de Saint-Pierre-des-Cats                        | Mélagues                       |          | 43° 43′ 35″ nord, 2° 59′ 12″ est |                         | |             | Église Saint-Pierre de Saint-Pierre-des-Cats                        |
| Église Saint-Blaise de Meljac                                       | Meljac                         |          | 44° 08′ 19″ nord, 2° 26′ 06″ est |                         | |             | Église Saint-Blaise de Meljac                                       |
| Église Notre-Dame de l'Espinasse                                    | Millau                         |          | 44° 05′ 53″ nord, 3° 04′ 53″ est | « PA00094059 »          | Classé MH | 1945        | Église Notre-Dame de l'Espinasse                                    |
| Église du Sacré-Cœur de Millau                                      | Millau                         |          | 44° 06′ 04″ nord, 3° 04′ 48″ est | « IA12100589 »          | |             | Église du Sacré-Cœur de Millau                                      |
| Église du Sacré-Cœur de Millau                                      | Millau                         |          | 44° 06′ 04″ nord, 3° 04′ 48″ est | « IA12100589 »          | |             | Église du Sacré-Cœur de Millau                                      |
| Église Saint-François de Millau                                     | Millau                         |          | 44° 05′ 55″ nord, 3° 04′ 35″ est | « IA12101014 »          | |             | Église Saint-François de Millau                                     |
| Église Saint-Martin de Millau                                       | Millau                         |          | 44° 05′ 49″ nord, 3° 04′ 42″ est |                         | |             | Église Saint-Martin de Millau                                       |
| Église Notre-Dame-de-la-Salvage de La Salvage                       | Millau                         |          | 44° 05′ 44″ nord, 3° 11′ 23″ est |                         | |             | Église Notre-Dame-de-la-Salvage de La Salvage                       |
| Église Saint-Germain de Saint-Germain                               | Millau                         |          | 44° 08′ 16″ nord, 3° 02′ 18″ est |                         | |             | Église Saint-Germain de Saint-Germain                               |
| Église Saint-Martin de Saint-Martin-du-Larzac                       | Millau                         |          | 44° 04′ 25″ nord, 3° 10′ 18″ est | « IA12101250 »          | |             | Église Saint-Martin de Saint-Martin-du-Larzac                       |
| Église Saint-Pierre-ès-Liens du Monna                               | Millau                         |          | 44° 06′ 35″ nord, 3° 08′ 20″ est |                         | |             | Église Saint-Pierre-ès-Liens du Monna                               |
| Ancienne église Saint-Germain de Saint-Germain                      | Millau                         |          | 44° 08′ 17″ nord, 3° 02′ 16″ est |                         | |             | Ancienne église Saint-Germain de Saint-Germain                      |
| Église Saint-Pierre de Brocuéjouls                                  | Millau                         |          | 44° 05′ 53″ nord, 3° 01′ 23″ est | « IA12100638 »          | |             | Église Saint-Pierre de Brocuéjouls                                  |
| Église Saint-Amans de Cénomes                                       | Montagnol                      |          | 43° 48′ 33″ nord, 3° 01′ 35″ est |                         | |             | Église Saint-Amans de Cénomes                                       |
| Église Saint-Martin de Montagnol                                    | Montagnol                      |          | 43° 50′ 17″ nord, 3° 00′ 48″ est |                         | |             | Église Saint-Martin de Montagnol                                    |
| Église Saint-Géraud de Montbazens                                   | Montbazens                     |          | 44° 28′ 39″ nord, 2° 13′ 45″ est |                         | |             | Église Saint-Géraud de Montbazens                                   |
| Église Saint-Jean-Baptiste de Montclar                              | Montclar                       |          | 43° 58′ 02″ nord, 2° 38′ 48″ est |                         | |             | Image manquante Téléverser                                          |
| Église Saint-Michel de Saint-Igest                                  | Montclar                       |          | à géolocaliser                   |                         | |             | Image manquante Téléverser                                          |
| Église de la Nativité-de-la-Sainte-Vierge de Monteils               | Monteils                       |          | 44° 15′ 54″ nord, 1° 59′ 53″ est |                         | |             | Église de la Nativité-de-la-Sainte-Vierge de Monteils               |
| Église Saint-Laurent de Floirac                                     | Monteils                       |          | 44° 17′ 14″ nord, 2° 00′ 00″ est |                         | |             | Église Saint-Laurent de Floirac                                     |
| Église Saint-Roch de Montézic                                       | Montézic                       |          | 44° 42′ 30″ nord, 2° 38′ 27″ est |                         | |             | Église Saint-Roch de Montézic                                       |
| Église de l'Assomption de Montfranc                                 | Montfranc                      |          | 43° 50′ 37″ nord, 2° 34′ 06″ est |                         | |             | Église de l'Assomption de Montfranc                                 |
| Église Saint-Cyrice-et-Sainte-Julitte de Montjaux                   | Montjaux                       |          | 44° 06′ 07″ nord, 2° 54′ 27″ est | « PA00094069 »          | Classé MH | 1909        | Église Saint-Cyrice-et-Sainte-Julitte de Montjaux                   |
| Église Saint-Martin d'Ayguebonne                                    | Montjaux                       |          | 44° 04′ 29″ nord, 2° 54′ 40″ est | « PA12000054 »          | Inscrit MH | 2014        | Image manquante Téléverser                                          |
| Église Saint-Hippolyte de Candas                                    | Montjaux                       |          | 44° 04′ 29″ nord, 2° 55′ 32″ est |                         | |             | Église Saint-Hippolyte de Candas                                    |
| Église Saint-Martial de Marzials                                    | Montjaux                       |          | 44° 06′ 41″ nord, 2° 55′ 32″ est |                         | |             | Image manquante Téléverser                                          |
| Église Saint-André de Briols                                        | Montlaur                       |          | 43° 51′ 30″ nord, 2° 50′ 54″ est |                         | |             | Image manquante Téléverser                                          |
| Ancienne église de Montlaur                                         | Montlaur                       |          | 43° 52′ 42″ nord, 2° 50′ 04″ est |                         | |             | Image manquante Téléverser                                          |
| Église Saint-Martin de Montlaur                                     | Montlaur                       |          | 43° 52′ 45″ nord, 2° 50′ 01″ est |                         | |             | Église Saint-Martin de Montlaur                                     |
| Église Saint-André du Bousquet                                      | Montpeyroux                    |          | 44° 39′ 25″ nord, 2° 48′ 32″ est |                         | |             | Église Saint-André du Bousquet                                      |
| Église Notre-Dame-de-l'Assomption de Crozillac                      | Montpeyroux                    |          | 44° 38′ 52″ nord, 2° 43′ 28″ est |                         | |             | Image manquante Téléverser                                          |
| Église Notre-Dame-de-l'Assomption de Tesq                           | Montpeyroux                    |          | 44° 38′ 41″ nord, 2° 45′ 31″ est |                         | |             | Image manquante Téléverser                                          |
| Église Saint-Remi de Saint-Rémy-de-Bedène                           | Montpeyroux                    |          | 44° 38′ 19″ nord, 2° 48′ 38″ est |                         | |             | Image manquante Téléverser                                          |
| Église Sainte-Foy de Montrozier                                     | Montrozier                     |          | 44° 24′ 22″ nord, 2° 44′ 50″ est |                         | |             | Église Sainte-Foy de Montrozier                                     |
| Église Sainte-Foy de Trebosc                                        | Montrozier                     |          | 44° 23′ 51″ nord, 2° 44′ 07″ est |                         | |             | Image manquante Téléverser                                          |
| Église de l'Assomption de Grioudas                                  | Montrozier                     |          | 44° 25′ 22″ nord, 2° 43′ 41″ est |                         | |             | Image manquante Téléverser                                          |
| Église Saints-Gervais-et-Protais de Gages-le-Haut                   | Montrozier                     |          | 44° 23′ 43″ nord, 2° 42′ 15″ est |                         | |             | Image manquante Téléverser                                          |
| Église Notre-Dame-de-l'Assomption de Montsalès                      | Montsalès                      |          | 44° 29′ 29″ nord, 1° 57′ 39″ est |                         | |             | Image manquante Téléverser                                          |
| Église Saint-Loup de Marmont                                        | Morlhon-le-Haut                |          | 44° 17′ 52″ nord, 2° 05′ 24″ est |                         | |             | Image manquante Téléverser                                          |
| Église Saint-Ferréol de Morlhon-le-Haut                             | Morlhon-le-Haut                |          | 44° 19′ 30″ nord, 2° 03′ 48″ est |                         | |             | Église Saint-Ferréol de Morlhon-le-Haut                             |
| Église Notre-Dame-des-Champs de Mostuéjouls                         | Mostuéjouls                    |          | 44° 11′ 56″ nord, 3° 10′ 47″ est | « PA00094075 »          | Classé MH | 1930        | Église Notre-Dame-des-Champs de Mostuéjouls                         |
| Église Saint-Sauveur de Liaucous                                    | Mostuéjouls                    |          | 44° 12′ 09″ nord, 3° 11′ 40″ est | « PA00094076 »          | Classé MH | 1930        | Église Saint-Sauveur de Liaucous                                    |
| Église Saints-Pierre-et-Paul de Mostuéjouls                         | Mostuéjouls                    |          | 44° 12′ 12″ nord, 3° 11′ 04″ est |                         | |             | Image manquante Téléverser                                          |
| Église Saint-Pierre de Mounes                                       | Mounes-Prohencoux              |          | 43° 47′ 12″ nord, 2° 51′ 12″ est |                         | |             | Église Saint-Pierre de Mounes                                       |
| Église Saint-Martin de Turipi                                       | Mounes-Prohencoux              |          | 43° 47′ 35″ nord, 2° 49′ 01″ est |                         | |             | Église Saint-Martin de Turipi                                       |
| Église Saint-Amans-et-Saint-Joseph du Grand-Mas                     | Mouret                         |          | 44° 29′ 49″ nord, 2° 29′ 51″ est |                         | |             | Église Saint-Amans-et-Saint-Joseph du Grand-Mas                     |
| Église Notre-Dame-de-l'Assomption de Mousset                        | Mouret                         |          | 44° 32′ 06″ nord, 2° 32′ 13″ est |                         | |             | Image manquante Téléverser                                          |
| Église Saint-Christophe de la Capelle                               | Mouret                         |          | 44° 30′ 36″ nord, 2° 31′ 27″ est |                         | |             | Image manquante Téléverser                                          |
| Église Saint-Germain de Sénéjac                                     | Mouret                         |          | 44° 31′ 11″ nord, 2° 33′ 45″ est |                         | |             | Image manquante Téléverser                                          |
| Église Saint-Médard de Moyrazès                                     | Moyrazès                       |          | 44° 20′ 33″ nord, 2° 26′ 19″ est |                         | |             | Église Saint-Médard de Moyrazès                                     |
| Église Saint-Martin de Bromme                                       | Mur-de-Barrez                  |          | 44° 53′ 02″ nord, 2° 40′ 19″ est | « PA00094078 »          | Classé MH | 1930        | Église Saint-Martin de Bromme                                       |
| Église Saint-Thomas-de-Cantorbéry de Mur-de-Barrez                  | Mur-de-Barrez                  |          | 44° 50′ 41″ nord, 2° 39′ 39″ est | « PA00094077 »          | Classé MH Église, sauf chœur ; Classé MH Chœur, y compris le sol entourant le chevet                                                                             | 1932 ; 1986 | Église Saint-Thomas-de-Cantorbéry de Mur-de-Barrez                  |
| Église Sainte-Marie-Madeleine de Murasson                           | Murasson                       |          | 43° 45′ 34″ nord, 2° 45′ 56″ est |                         | |             | Église Sainte-Marie-Madeleine de Murasson                           |
| Église Saint-Vincent de Muret-le-Château                            | Muret-le-Château               |          | 44° 29′ 37″ nord, 2° 34′ 30″ est |                         | |             | Église Saint-Vincent de Muret-le-Château                            |
| Église Saint-Laurent de Murols                                      | Murols                         |          | 44° 45′ 12″ nord, 2° 34′ 37″ est |                         | |             | Image manquante Téléverser                                          |
| Église Saint-Jean de Najac                                          | Najac                          |          | 44° 13′ 03″ nord, 1° 58′ 16″ est | « PA00094082 »          | Classé MH | 1924        | Église Saint-Jean de Najac                                          |
| Église Saint-Laurent de la Salvetat des Carts                       | Najac                          |          | 44° 12′ 17″ nord, 1° 56′ 30″ est |                         | |             | Image manquante Téléverser                                          |
| Église Saint-Hilaire de Mazerolles                                  | Najac                          |          | 44° 14′ 14″ nord, 1° 57′ 19″ est |                         | |             | Église Saint-Hilaire de Mazerolles                                  |
| Église de l'Assomption de Villevayre                                | Najac                          |          | 44° 12′ 50″ nord, 1° 55′ 20″ est |                         | |             | Image manquante Téléverser                                          |
| Église Saint-Michel de Rouviac                                      | Nant                           |          | 44° 00′ 40″ nord, 3° 19′ 20″ est | « PA12000042 »          | Inscrit MH | 2007        | Image manquante Téléverser                                          |
| Église Saint-Pierre de Nant                                         | Nant                           |          | 44° 01′ 18″ nord, 3° 18′ 05″ est | « PA00094089 »          | Classé MH | 1862        | Église Saint-Pierre de Nant                                         |
| Église Sainte-Marie-des-Cuns                                        | Nant                           |          | 44° 02′ 16″ nord, 3° 17′ 25″ est | « PA00094088 »          | Classé MH | 1942        | Église Sainte-Marie-des-Cuns                                        |
| Église Sainte-Marie-Madeleine des Basses-Liquisses                  | Nant                           |          | 44° 01′ 38″ nord, 3° 15′ 03″ est |                         | |             | Image manquante Téléverser                                          |
| Église Saint-Étienne de Cantobre                                    | Nant                           |          | 44° 03′ 28″ nord, 3° 18′ 21″ est |                         | |             | Église Saint-Étienne de Cantobre                                    |
| Église Saint-Sauveur de Saint-Sauveur                               | Nant                           |          | 44° 04′ 31″ nord, 3° 16′ 26″ est |                         | |             | Image manquante Téléverser                                          |
| Église Saint-Jacques de Nant                                        | Nant                           |          | 44° 01′ 21″ nord, 3° 17′ 59″ est |                         | |             | Église Saint-Jacques de Nant                                        |
| Église Saint-Martin du Mas du Pré                                   | Nant                           |          | 43° 59′ 47″ nord, 3° 17′ 33″ est |                         | |             | Image manquante Téléverser                                          |
| Église Saint-Martin de Naucelle                                     | Naucelle                       |          | 44° 11′ 55″ nord, 2° 20′ 29″ est |                         | |             | Église Saint-Martin de Naucelle                                     |
| Église Saint-Martial de Naussac                                     | Naussac                        |          | 44° 31′ 13″ nord, 2° 05′ 40″ est |                         | |             | Église Saint-Martial de Naussac                                     |
| Église Saint-Antonin de Combret                                     | Nauviale                       |          | 44° 31′ 14″ nord, 2° 25′ 39″ est |                         | |             | Image manquante Téléverser                                          |
| Église Saint-Martin de Nauviale                                     | Nauviale                       |          | 44° 31′ 14″ nord, 2° 25′ 39″ est |                         | |             | Église Saint-Martin de Nauviale                                     |
| Église Saint-Amans de la Mouline                                    | Olemps                         |          | 44° 20′ 26″ nord, 2° 33′ 48″ est |                         | |             | Église Saint-Amans de la Mouline                                    |
| Église Saint-Didier d'Ols                                           | Ols-et-Rinhodes                |          | 44° 27′ 59″ nord, 1° 57′ 42″ est |                         | |             | Image manquante Téléverser                                          |
| Église Saint-Joseph-l'Artisan d'Onet-le-Château                     | Onet-le-Château                |          | 44° 21′ 53″ nord, 2° 35′ 26″ est | « PA12000035 »          | Inscrit MH L'église, avec le centre paroissial | 2005        | Église Saint-Joseph-l'Artisan d'Onet-le-Château                     |
| Église Saint-Mayme de Saint-Mayme                                   | Onet-le-Château                |          | 44° 22′ 24″ nord, 2° 36′ 30″ est |                         | |             | Église Saint-Mayme de Saint-Mayme                                   |
| Église Saint-Martin de Limouze                                      | Onet-le-Château                |          | 44° 22′ 36″ nord, 2° 29′ 52″ est |                         | |             | Église Saint-Martin de Limouze                                      |
| Église Saint-Laurent de Cruéjouls                                   | Palmas d'Aveyron               |          | 44° 26′ 39″ nord, 2° 51′ 19″ est | « PA00094011 »          | Inscrit MH Abside | 1928        | Église Saint-Laurent de Cruéjouls                                   |
| Église Saint-Vincent de Palmas                                      | Palmas d'Aveyron               |          | 44° 23′ 41″ nord, 2° 50′ 29″ est | « PA00094096 »          | Inscrit MH | 1927        | Église Saint-Vincent de Palmas                                      |
| Église fortifiée de Coussergues                                     | Palmas d'Aveyron               |          | 44° 24′ 43″ nord, 2° 52′ 39″ est |                         | |             | Église fortifiée de Coussergues                                     |
| Église Saint-Pierre de Coussergues                                  | Palmas d'Aveyron               |          | 44° 24′ 41″ nord, 2° 52′ 38″ est |                         | |             | Église Saint-Pierre de Coussergues                                  |
| Église Saint-Amans-et-Saint-Loup de Paulhe                          | Paulhe                         |          | 44° 09′ 08″ nord, 3° 06′ 11″ est |                         | |             | Église Saint-Amans-et-Saint-Loup de Paulhe                          |
| Église Saint-Nazaire de Couffouleux                                 | Peux-et-Couffouleux            |          | 43° 46′ 17″ nord, 2° 52′ 33″ est |                         | |             | Église Saint-Nazaire de Couffouleux                                 |
| Ancienne église Notre-Dame-de-Laval de Peyrusse-le-Roc              | Peyrusse-le-Roc                |          | 44° 29′ 54″ nord, 2° 08′ 18″ est | « PA00094251 »          | Classé MH Vestiges de l'église, avec son beffroi, avec leurs emprises au sol                                                                                     | 1995        | Ancienne église Notre-Dame-de-Laval de Peyrusse-le-Roc              |
| Église Notre-Dame-de-Laval de Peyrusse-le-Roc                       | Peyrusse-le-Roc                |          | 44° 29′ 46″ nord, 2° 08′ 28″ est |                         | |             | Église Notre-Dame-de-Laval de Peyrusse-le-Roc                       |
| Église Saint-Pierre de Pierrefiche                                  | Pierrefiche                    |          | 44° 26′ 39″ nord, 2° 56′ 52″ est | « PA00094098 »          | Inscrit MH | 1928        | Église Saint-Pierre de Pierrefiche                                  |
| Église Saint Martin de Plaisance                                    | Plaisance                      |          | 43° 55′ 34″ nord, 2° 32′ 50″ est | « PA00094101 »          | Classé MH | 1929        | Église Saint Martin de Plaisance                                    |
| Église Saint-Jean-Baptiste de Pomayrols                             | Pomayrols                      |          | 44° 28′ 14″ nord, 3° 01′ 28″ est |                         | |             | Église Saint-Jean-Baptiste de Pomayrols                             |
| Église Sainte-Madeleine de La Fage                                  | Pomayrols                      |          | à géolocaliser                   |                         | |             | Image manquante Téléverser                                          |
| Église Saint Roch de La-Boulesq                                     | Pomayrols                      |          | à géolocaliser                   |                         | |             | Image manquante Téléverser                                          |
| Église Saint-Georges de Camboulas                                   | Pont-de-Salars                 |          | 44° 16′ 23″ nord, 2° 41′ 52″ est | « PA00094102 »          | Inscrit MH | 1987        | Église Saint-Georges de Camboulas                                   |
| Église Saint-Martin de Pont-de-Salars                               | Pont-de-Salars                 |          | 44° 16′ 46″ nord, 2° 43′ 47″ est |                         | |             | Église Saint-Martin de Pont-de-Salars                               |
| Église Saint-Amans de Pousthomy                                     | Pousthomy                      |          | 44° 16′ 46″ nord, 2° 36′ 47″ est |                         | |             | Image manquante Téléverser                                          |
| Église Saint-Jean-Baptiste de Prades-Salars                         | Prades-Salars                  |          | 44° 15′ 47″ nord, 2° 47′ 07″ est |                         | |             | Image manquante Téléverser                                          |
| Église Saint-Laurent de Prades-d'Aubrac                             | Prades-d'Aubrac                |          | 44° 32′ 00″ nord, 2° 56′ 21″ est | « PA00094105 »          | Classé MH | 1929        | Église Saint-Laurent de Prades-d'Aubrac                             |
| Église des Crouzets                                                 | Prades-d'Aubrac                |          | à géolocaliser                   |                         | |             | Église des Crouzets                                                 |
| Église de Lunet                                                     | Prades-d'Aubrac                |          | à géolocaliser                   |                         | |             | Église de Lunet                                                     |
| Église de Born                                                      | Prades-d'Aubrac                |          | à géolocaliser                   |                         | |             | Église de Born                                                      |
| Église Saint-Amans de Pradinas                                      | Pradinas                       |          | 44° 14′ 19″ nord, 2° 15′ 55″ est |                         | |             | Image manquante Téléverser                                          |
| Église Saint-Martin de Prévinquières                                | Prévinquières                  |          | 44° 22′ 28″ nord, 2° 13′ 48″ est |                         | |             | Image manquante Téléverser                                          |
| Église Sainte-Bernadette de Privezac                                | Privezac                       |          | 44° 24′ 42″ nord, 2° 11′ 10″ est |                         | |             | Image manquante Téléverser                                          |
| Église Saint-Hilaire de Pruines                                     | Pruines                        |          | 44° 31′ 47″ nord, 2° 30′ 14″ est |                         | |             | Église Saint-Hilaire de Pruines                                     |
| Église Saint-Blaise de Salan                                        | Quins                          |          | 44° 13′ 34″ nord, 2° 25′ 14″ est |                         | |             | Église Saint-Blaise de Salan                                        |
| Église Saint-Pierre-ès-Lien de Quins                                | Quins                          |          | 44° 13′ 58″ nord, 2° 22′ 20″ est |                         | |             | Église Saint-Pierre-ès-Lien de Quins                                |
| Église Saint-Barthélemy d'Esplas                                    | Rebourguil                     |          | 43° 53′ 05″ nord, 2° 43′ 19″ est |                         | |             | Église Saint-Barthélemy d'Esplas                                    |
| Église Saint-Julien de Rebourguil                                   | Rebourguil                     |          | 43° 53′ 15″ nord, 2° 46′ 28″ est |                         | |             | Église Saint-Julien de Rebourguil                                   |
| Église Saint-Jean-Baptiste de l'Hôpital-Bellegarde                  | Réquista                       |          | 44° 02′ 08″ nord, 2° 35′ 03″ est |                         | |             | Image manquante Téléverser                                          |
| Église Saint-Julien de Réquista                                     | Réquista                       |          | 44° 01′ 50″ nord, 2° 32′ 08″ est |                         | |             | Église Saint-Julien de Réquista                                     |
| Église Saint-Martin de Combradet                                    | Réquista                       |          | 43° 58′ 53″ nord, 2° 31′ 32″ est |                         | |             | Image manquante Téléverser                                          |
| Église Saint-Martin de Lebous                                       | Réquista                       |          | 44° 04′ 04″ nord, 2° 36′ 11″ est |                         | |             | Image manquante Téléverser                                          |
| Église Saint-Sernin de Lincou                                       | Réquista                       |          | 43° 59′ 57″ nord, 2° 33′ 45″ est |                         | |             | Église Saint-Sernin de Lincou                                       |
| Église Saint-Martial de Rieupeyroux                                 | Rieupeyroux                    |          | 44° 18′ 26″ nord, 2° 14′ 06″ est | « PA00094106 »          | Classé MH | 1923        | Église Saint-Martial de Rieupeyroux                                 |
| Église Saint-Charles du Théron                                      | Rieupeyroux                    |          | 44° 16′ 13″ nord, 2° 13′ 53″ est |                         | |             | Image manquante Téléverser                                          |
| Église Saint-Michel de Miquels                                      | Rieupeyroux                    |          | 44° 20′ 21″ nord, 2° 13′ 00″ est |                         | |             | Image manquante Téléverser                                          |
| Église Saint-Laurent de Mirabel                                     | Rignac                         |          | 44° 22′ 27″ nord, 2° 15′ 57″ est |                         | |             | Image manquante Téléverser                                          |
| Église Saint-Pierre-ès-Liens de Rignac                              | Rignac                         |          | 44° 24′ 36″ nord, 2° 17′ 23″ est |                         | |             | Image manquante Téléverser                                          |
| Église Saint-Second de Boyne                                        | Rivière-sur-Tarn               |          | 44° 12′ 15″ nord, 3° 09′ 32″ est |                         | |             | Église Saint-Second de Boyne                                        |
| Église Sainte-Barbe de Rivière-sur-Tarn                             | Rivière-sur-Tarn               |          | 44° 11′ 20″ nord, 3° 07′ 56″ est |                         | |             | Église Sainte-Barbe de Rivière-sur-Tarn                             |
| Église Saint-François-de-Sales de Fontaneilles                      | Rivière-sur-Tarn               |          | 44° 11′ 58″ nord, 3° 07′ 44″ est |                         | |             | Image manquante Téléverser                                          |
| Église Saint-Michel de Rodelle                                      | Rodelle                        |          | 44° 29′ 26″ nord, 2° 37′ 36″ est | « PA00094236 »          | Classé MH | 1991        | Église Saint-Michel de Rodelle                                      |
| Église Saint-Étienne de Lagnac                                      | Rodelle                        |          | 44° 29′ 23″ nord, 2° 36′ 40″ est | « PA00094107 »          | Inscrit MH | 1983        | Église Saint-Étienne de Lagnac                                      |
| Église Sainte-Eulalie de la Baraque                                 | Rodelle                        |          | 44° 30′ 05″ nord, 2° 40′ 10″ est |                         | |             | Image manquante Téléverser                                          |
| Église Saint-Julien de Saint-Julien-de-Rodelle                      | Rodelle                        |          | 44° 29′ 50″ nord, 2° 39′ 27″ est |                         | |             | Image manquante Téléverser                                          |
| Église Saint-Nicolas de Bezonnes                                    | Rodelle                        |          | 44° 27′ 17″ nord, 2° 37′ 31″ est |                         | |             | Église Saint-Nicolas de Bezonnes                                    |
| Église Saint-Saturnin de Maymac                                     | Rodelle                        |          | 44° 29′ 04″ nord, 2° 37′ 57″ est |                         | |             | Église Saint-Saturnin de Maymac                                     |
| Église Saints-Fabien-et-Sébastien de Fijaguet                       | Rodelle                        |          | 44° 31′ 12″ nord, 2° 36′ 09″ est |                         | |             | Image manquante Téléverser                                          |
| Cathédrale Notre-Dame de Rodez                                      | Rodez                          |          | 44° 21′ 03″ nord, 2° 34′ 26″ est | « PA00094108 »          | Classé MH | 1862        | Cathédrale Notre-Dame de Rodez                                      |
| Église Saint-Amans de Rodez                                         | Rodez                          |          | 44° 20′ 53″ nord, 2° 34′ 30″ est | « PA00094112 »          | Inscrit MH | 1943        | Église Saint-Amans de Rodez                                         |
| Église du Sacré-Cœur de Rodez                                       | Rodez                          |          | 44° 21′ 23″ nord, 2° 34′ 41″ est | « PA12000039 »          | Inscrit MH | 2005        | Église du Sacré-Cœur de Rodez                                       |
| Église Saint-Pierre de Roquefort-sur-Soulzon                        | Roquefort-sur-Soulzon          |          | 43° 58′ 34″ nord, 2° 59′ 26″ est |                         | |             | Église Saint-Pierre de Roquefort-sur-Soulzon                        |
| Église Saint-Privat de Lauras                                       | Roquefort-sur-Soulzon          |          | 43° 58′ 18″ nord, 2° 57′ 25″ est |                         | |             | Image manquante Téléverser                                          |
| Église Saint-Eutrope de Roussennac                                  | Roussennac                     |          | 44° 27′ 12″ nord, 2° 15′ 09″ est |                         | |             | Église Saint-Eutrope de Roussennac                                  |
| Église Saint-Laurent de Rullac                                      | Rullac-Saint-Cirq              |          | 44° 07′ 43″ nord, 2° 29′ 23″ est |                         | |             | Image manquante Téléverser                                          |
| Église Saint-Cyr de Saint-Cirq                                      | Rullac-Saint-Cirq              |          | 44° 06′ 16″ nord, 2° 27′ 58″ est |                         | |             | Image manquante Téléverser                                          |
| Église Saint-Geniez de Saint-Geniez-d'Olt                           | Saint Geniez d'Olt et d'Aubrac |          | 44° 28′ 01″ nord, 2° 58′ 12″ est | « PA00094155 »          | Classé MH Façade avec le perron et le porche couvert d'un dôme ; Inscrit MH Église, sauf partie classée                                                          | 1931 ; 1990 | Église Saint-Geniez de Saint-Geniez-d'Olt                           |
| Église Saint-Jacques de Verlac                                      | Saint Geniez d'Olt et d'Aubrac |          | 44° 30′ 22″ nord, 3° 00′ 28″ est | « PA00093959 »          | Classé MH | 1977        | Image manquante Téléverser                                          |
| Église Saint-Pierre d'Aurelle                                       | Saint Geniez d'Olt et d'Aubrac |          | 44° 31′ 17″ nord, 2° 59′ 19″ est | « PA00093958 »          | Inscrit MH | 1978        | Église Saint-Pierre d'Aurelle                                       |
| Église de l'Assomption de Naves-d'Aubrac                            | Saint Geniez d'Olt et d'Aubrac |          | 44° 30′ 22″ nord, 3° 01′ 40″ est |                         | |             | Image manquante Téléverser                                          |
| Église Saint-Martin de Saint-Martin-de-Montbon                      | Saint Geniez d'Olt et d'Aubrac |          | 44° 30′ 07″ nord, 2° 59′ 05″ est |                         | |             | Image manquante Téléverser                                          |
| Église Saint-Pierre de Vieurals                                     | Saint Geniez d'Olt et d'Aubrac |          | 44° 32′ 37″ nord, 3° 01′ 02″ est |                         | |             | Image manquante Téléverser                                          |
| Église Notre-Dame de Saint-Affrique                                 | Saint-Affrique                 |          | 43° 57′ 28″ nord, 2° 53′ 08″ est |                         | |             | Église Notre-Dame de Saint-Affrique                                 |
| Église Sainte-Julitte-et-Saint-Cyr de Vendeloves                    | Saint-Affrique                 |          | 43° 55′ 46″ nord, 2° 53′ 24″ est |                         | |             | Image manquante Téléverser                                          |
| Église Saint-Germain de Bournac                                     | Saint-Affrique                 |          | 43° 58′ 45″ nord, 2° 47′ 50″ est | « IA12001008 »          | | 2011        | Image manquante Téléverser                                          |
| Église Notre-Dame de Tiergues                                       | Saint-Affrique                 |          | 43° 59′ 20″ nord, 2° 55′ 57″ est |                         | |             | Image manquante Téléverser                                          |
| Église de Bedos                                                     | Saint-Affrique                 |          | 43° 57′ 25″ nord, 2° 49′ 34″ est |                         | |             | Image manquante Téléverser                                          |
| Église Saint-Martin du Cambon                                       | Saint-Affrique                 |          | 43° 57′ 56″ nord, 2° 47′ 19″ est |                         | |             | Église Saint-Martin du Cambon                                       |
| Église de Saint-Étienne-de-Naucoules                                | Saint-Affrique                 |          | 43° 55′ 54″ nord, 2° 56′ 19″ est |                         | |             | Église de Saint-Étienne-de-Naucoules                                |
| Ancienne Église des Cordeliers                                      | Saint-Affrique                 |          | à géolocaliser                   |                         | |             | Image manquante Téléverser                                          |
| Église de Boussac                                                   | Saint-Affrique                 |          | à géolocaliser                   |                         | |             | Image manquante Téléverser                                          |
| Église de Vailhauzy                                                 | Saint-Affrique                 |          | à géolocaliser                   |                         | |             | Image manquante Téléverser                                          |
| Église Saint-Amans de Saint-Amans-des-Cots                          | Saint-Amans-des-Cots           |          | 44° 41′ 22″ nord, 2° 39′ 28″ est |                         | |             | Église Saint-Amans de Saint-Amans-des-Cots                          |
| Église de Toulouch                                                  | Saint-Amans-des-Cots           |          | à géolocaliser                   |                         | |             | Image manquante Téléverser                                          |
| Église Saint-André de Saint-André-de-Najac                          | Saint-André-de-Najac           |          | 44° 11′ 23″ nord, 2° 02′ 26″ est |                         | |             | Église Saint-André de Saint-André-de-Najac                          |
| Église de l'Assomption de Béteille                                  | Saint-André-de-Najac           |          | 44° 10′ 27″ nord, 1° 59′ 52″ est |                         | |             | Image manquante Téléverser                                          |
| Église Saint-André de Saint-André-de-Vézines                        | Saint-André-de-Vézines         |          | 44° 09′ 10″ nord, 3° 15′ 28″ est |                         | |             | Église Saint-André de Saint-André-de-Vézines                        |
| Église Saint-Beaulize de Saint-Beaulize                             | Saint-Beaulize                 |          | 43° 53′ 49″ nord, 3° 06′ 32″ est |                         | |             | Église Saint-Beaulize de Saint-Beaulize                             |
| Église Saint-Jacques de Salsac                                      | Saint-Beauzély                 |          | 44° 10′ 36″ nord, 2° 58′ 34″ est | « PA00135445 »          | Inscrit MH | 1995        | Image manquante Téléverser                                          |
| Église Saint-Beauzyl de Saint-Beauzély                              | Saint-Beauzély                 |          | 44° 09′ 50″ nord, 2° 57′ 28″ est |                         | |             | Église Saint-Beauzyl de Saint-Beauzély                              |
| Église Notre-Dame-des-Pauvres de Saint-Chély-d'Aubrac               | Saint-Chély-d'Aubrac           |          | 44° 37′ 20″ nord, 2° 59′ 14″ est | « PA00094140 »          | Classé MH | 1925        | Église Notre-Dame-des-Pauvres de Saint-Chély-d'Aubrac               |
| Église Sainte-Anne de Bonnefon                                      | Saint-Chély-d'Aubrac           |          | 44° 34′ 08″ nord, 2° 56′ 30″ est |                         | |             | Église Sainte-Anne de Bonnefon                                      |
| Église Saint-Éloy de Saint-Chély-d'Aubrac                           | Saint-Chély-d'Aubrac           |          | 44° 35′ 25″ nord, 2° 55′ 14″ est |                         | |             | Église Saint-Éloy de Saint-Chély-d'Aubrac                           |
| Église Saint-Christophe de Saint-Christophe-Vallon                  | Saint-Christophe-Vallon        |          | 44° 28′ 11″ nord, 2° 24′ 39″ est |                         | |             | Église Saint-Christophe de Saint-Christophe-Vallon                  |
| Église Notre-Dame de Glassac                                        | Saint-Christophe-Vallon        |          | 44° 27′ 47″ nord, 2° 23′ 15″ est |                         | |             | Image manquante Téléverser                                          |
| Église Notre-Dame-de-l'Assomption de Testet                         | Saint-Christophe-Vallon        |          | 44° 29′ 26″ nord, 2° 21′ 52″ est |                         | |             | Église Notre-Dame-de-l'Assomption de Testet                         |
| Église Saint-Côme-et-Saint-Damien de Saint-Côme-d'Olt               | Saint-Christophe-Vallon        |          | 44° 30′ 54″ nord, 2° 48′ 55″ est | « PA00094142 »          | Classé MH | 1927        | Église Saint-Côme-et-Saint-Damien de Saint-Côme-d'Olt               |
| Église Saint-Pierre de Boisse                                       | Saint-Christophe-Vallon        |          | 44° 31′ 00″ nord, 2° 48′ 56″ est | « PA00094241 »          | Inscrit MH Église, sauf parties classées ; Classé MH Façades et toitures                                                                                         | 1991 ; 1995 | Église Saint-Pierre de Boisse                                       |
| Église Sainte-Madeleine de Lunel                                    | Saint-Félix-de-Lunel           |          | 44° 33′ 26″ nord, 2° 29′ 22″ est |                         | |             | Image manquante Téléverser                                          |
| Église Saint-Félix de Saint-Félix-de-Lunel                          | Saint-Félix-de-Lunel           |          | 44° 33′ 44″ nord, 2° 32′ 20″ est |                         | |             | Église Saint-Félix de Saint-Félix-de-Lunel                          |
| Église Saint-Félix de Saint-Félix-de-Sorgues                        | Saint-Félix-de-Sorgues         |          | 43° 53′ 03″ nord, 2° 59′ 04″ est |                         | |             | Église Saint-Félix de Saint-Félix-de-Sorgues                        |
| Église Saint-Georges de Saint-Georges-de-Luzençon                   | Saint-Georges-de-Luzençon      |          | 44° 03′ 48″ nord, 2° 59′ 12″ est |                         | |             | Image manquante Téléverser                                          |
| Église Saint-Laurent de Saint-Geniez-de-Bertrand                    | Saint-Georges-de-Luzençon      |          | 44° 02′ 33″ nord, 3° 01′ 21″ est |                         | |             | Église Saint-Laurent de Saint-Geniez-de-Bertrand                    |
| Église Saint-Hippolyte de Saint-Hippolyte                           | Saint-Hippolyte                |          | 44° 42′ 38″ nord, 2° 35′ 31″ est |                         | |             | Image manquante Téléverser                                          |
| Église Notre-Dame de Rouens                                         | Saint-Hippolyte                |          | 44° 44′ 37″ nord, 2° 37′ 11″ est |                         | |             | Image manquante Téléverser                                          |
| Église Saint-Roch de Pons                                           | Saint-Hippolyte                |          | 44° 43′ 01″ nord, 2° 33′ 10″ est |                         | |             | Image manquante Téléverser                                          |
| Église Sainte-Thérèse de Saint-Igest                                | Saint-Igest                    |          | 44° 26′ 20″ nord, 2° 05′ 05″ est |                         | |             | Église Sainte-Thérèse de Saint-Igest                                |
| Église Saint-Louis de Saint-Izaire                                  | Saint-Izaire                   |          | 43° 58′ 31″ nord, 2° 43′ 15″ est |                         | |             | Image manquante Téléverser                                          |
| Église Saint-Pierre de Faveyrolles                                  | Saint-Izaire                   |          | 43° 57′ 39″ nord, 2° 41′ 35″ est |                         | |             | Image manquante Téléverser                                          |
| Église Sainte-Madeleine de Salelles                                 | Saint-Izaire                   |          | 43° 58′ 46″ nord, 2° 40′ 13″ est |                         | |             | Image manquante Téléverser                                          |
| Église Saint-Jean-Baptiste de Saint-Jean-Delnous                    | Saint-Jean-Delnous             |          | 44° 02′ 38″ nord, 2° 29′ 25″ est |                         | |             | Église Saint-Jean-Baptiste de Saint-Jean-Delnous                    |
| Église Saint-Jean-Baptiste de Saint-Jean-d'Alcapiès                 | Saint-Jean-d'Alcapiès          |          | 43° 57′ 06″ nord, 2° 58′ 29″ est |                         | |             | Image manquante Téléverser                                          |
| Église Saint-Jean-Baptiste de Saint-Jean-du-Bruel                   | Saint-Jean-du-Bruel            |          | 44° 01′ 23″ nord, 3° 21′ 34″ est |                         | |             | Église Saint-Jean-Baptiste de Saint-Jean-du-Bruel                   |
| Église de la Conversion-de-Saint-Paul de Saint-Paul-de-Fonts        | Saint-Jean-et-Saint-Paul       |          | 43° 55′ 52″ nord, 3° 04′ 15″ est |                         | |             | Image manquante Téléverser                                          |
| Église Saint-Jean de Saint-Jean-d'Alcas                             | Saint-Jean-et-Saint-Paul       |          | 43° 55′ 40″ nord, 3° 00′ 19″ est |                         | |             | Église Saint-Jean de Saint-Jean-d'Alcas                             |
| Église Saint-Georges de Saint-Juéry                                 | Saint-Juéry                    |          | 43° 54′ 39″ nord, 2° 41′ 49″ est |                         | |             | Église Saint-Georges de Saint-Juéry                                 |
| Église Saint-Gilles de Farret                                       | Saint-Juéry                    |          | 43° 56′ 01″ nord, 2° 40′ 15″ est |                         | |             | Image manquante Téléverser                                          |
| Église Saint-Michel d'Ennous                                        | Saint-Juéry                    |          | 43° 55′ 37″ nord, 2° 43′ 28″ est |                         | |             | Église Saint-Michel d'Ennous                                        |
| Église Saint-Just de Saint-Just-sur-Viaur                           | Saint-Just-sur-Viaur           |          | 44° 07′ 34″ nord, 2° 22′ 00″ est |                         | |             | Église Saint-Just de Saint-Just-sur-Viaur                           |
| Église Notre-Dame d'Estables                                        | Saint-Laurent-d'Olt            |          | 44° 26′ 54″ nord, 3° 07′ 13″ est | « PA12000045 »          | Inscrit MH L'église en totalité, avec l'escalier d'accès, les murs entourant le cimetière et la calade                                                           | 2008        | Image manquante Téléverser                                          |
| Église Saint-Amans de Bonneterre                                    | Saint-Laurent-d'Olt            |          | 44° 26′ 11″ nord, 3° 07′ 37″ est |                         | |             | Image manquante Téléverser                                          |
| Église Saint-Laurent de Saint-Laurent-d'Olt                         | Saint-Laurent-d'Olt            |          | 44° 26′ 48″ nord, 3° 06′ 39″ est |                         | |             | Image manquante Téléverser                                          |
| Église Saint-Pierre de Canet-d'Olt                                  | Saint-Laurent-d'Olt            |          | 44° 27′ 03″ nord, 3° 04′ 36″ est |                         | |             | Image manquante Téléverser                                          |
| Église Saint-Laurent de Saint-Laurent-de-Lévézou                    | Saint-Laurent-de-Lévézou       |          | 44° 12′ 29″ nord, 2° 57′ 33″ est |                         | |             | Église Saint-Laurent de Saint-Laurent-de-Lévézou                    |
| Église Saints-Abdon-et-Sennen de Mauriac                            | Saint-Laurent-de-Lévézou       |          | 44° 11′ 51″ nord, 2° 54′ 55″ est |                         | |             | Église Saints-Abdon-et-Sennen de Mauriac                            |
| Église Saint-Léons de Saint-Léons                                   | Saint-Léons                    |          | 44° 12′ 55″ nord, 2° 59′ 12″ est |                         | |             | Église Saint-Léons de Saint-Léons                                   |
| Église Notre-Dame de Saint-Martin-de-Lenne                          | Saint-Martin-de-Lenne          |          | 44° 25′ 49″ nord, 2° 57′ 49″ est |                         | |             | Église Notre-Dame de Saint-Martin-de-Lenne                          |
| Église de Lenne                                                     | Saint-Martin-de-Lenne          |          | 44° 25′ 08″ nord, 2° 58′ 19″ est |                         | |             | Image manquante Téléverser                                          |
| Église Saint-Parthem de Saint-Parthem                               | Saint-Parthem                  |          | 44° 37′ 35″ nord, 2° 18′ 52″ est |                         | |             | Église Saint-Parthem de Saint-Parthem                               |
| Église Saint-Saturnin de Port d'Agrès                               | Saint-Parthem                  |          | 44° 37′ 03″ nord, 2° 15′ 37″ est |                         | |             | Image manquante Téléverser                                          |
| Église Saint-Rémy de Saint-Rémy (Aveyron)                           | Saint-Rémy                     |          | 44° 23′ 56″ nord, 2° 02′ 17″ est |                         | |             | Église Saint-Rémy de Saint-Rémy (Aveyron)                           |
| Église de Saint-Rome-de-Cernon                                      | Saint-Rome-de-Cernon           |          | 44° 00′ 42″ nord, 2° 57′ 48″ est |                         | |             | Image manquante Téléverser                                          |
| Église Saint-Jean-Baptiste de Mélac                                 | Saint-Rome-de-Cernon           |          | 44° 00′ 53″ nord, 3° 00′ 30″ est |                         | |             | Image manquante Téléverser                                          |
| Église Saint-Polycarpe de Montclarat                                | Saint-Rome-de-Cernon           |          | 43° 59′ 49″ nord, 2° 59′ 29″ est |                         | |             | Image manquante Téléverser                                          |
| Église Saint-Romain de Saint-Rome-de-Tarn                           | Saint-Rome-de-Tarn             |          | 44° 02′ 56″ nord, 2° 53′ 49″ est |                         | |             | Église Saint-Romain de Saint-Rome-de-Tarn                           |
| Église Saint-Clément de Saint-Clément                               | Saint-Rome-de-Tarn             |          | 44° 01′ 49″ nord, 2° 52′ 24″ est |                         | |             | Image manquante Téléverser                                          |
| Église Saint-Médard d'Olonzac                                       | Saint-Rome-de-Tarn             |          | 44° 00′ 25″ nord, 2° 53′ 52″ est |                         | |             | Image manquante Téléverser                                          |
| Église Saint-Pierre de Saint-Santin                                 | Saint-Santin                   |          | 44° 39′ 01″ nord, 2° 13′ 00″ est |                         | |             | Église Saint-Pierre de Saint-Santin                                 |
| Église Saint-Saturnin de Saint-Saturnin-de-Lenne                    | Saint-Saturnin-de-Lenne        |          | 44° 25′ 21″ nord, 3° 01′ 04″ est | « PA00094164 »          | Classé MH | 1924        | Église Saint-Saturnin de Saint-Saturnin-de-Lenne                    |
| Église Saint-Jean-Baptiste de La Roque-Valzergues                   | Saint-Saturnin-de-Lenne        |          | 44° 24′ 59″ nord, 3° 02′ 05″ est |                         | |             | Église Saint-Jean-Baptiste de La Roque-Valzergues                   |
| Collégiale Saint-Sernin de Saint-Sernin-sur-Rance                   | Saint-Sernin-sur-Rance         |          | 43° 52′ 57″ nord, 2° 36′ 09″ est | « PA00094165 »          | Classé MH | 1930        | Collégiale Saint-Sernin de Saint-Sernin-sur-Rance                   |
| Église de Saint-Sever-du-Moustier                                   | Saint-Sever-du-Moustier        |          | 43° 46′ 35″ nord, 2° 41′ 59″ est |                         | |             | Image manquante Téléverser                                          |
| Église de Saint-Symphorien-de-Thénières                             | Saint-Symphorien-de-Thénières  |          | 44° 44′ 13″ nord, 2° 43′ 43″ est | « PA00094168 »          | Inscrit MH | 1927        | Église de Saint-Symphorien-de-Thénières                             |
| Église Saint-Gervais-et-Saint-Protais de Saint-Gervais              | Saint-Symphorien-de-Thénières  |          | 44° 44′ 19″ nord, 2° 40′ 46″ est |                         | |             | Image manquante Téléverser                                          |
| Église Notre-Dame-du-Désert de Saint-Victor-et-Melvieu              | Saint-Victor-et-Melvieu        |          | 44° 03′ 41″ nord, 2° 47′ 03″ est |                         | |             | Église Notre-Dame-du-Désert de Saint-Victor-et-Melvieu              |
| Église Saint-Victor de Saint-Victor-et-Melvieu                      | Saint-Victor-et-Melvieu        |          | 44° 03′ 06″ nord, 2° 49′ 59″ est |                         | |             | Église Saint-Victor de Saint-Victor-et-Melvieu                      |
| Église de Melvieu                                                   | Saint-Victor-et-Melvieu        |          | 44° 02′ 46″ nord, 2° 47′ 32″ est |                         | |             | Église de Melvieu                                                   |
| Église Sainte-Croix de Sainte-Croix (Aveyron)                       | Sainte-Croix                   |          | 44° 25′ 35″ nord, 1° 58′ 00″ est | « PA00094144 »          | Classé MH Église, à l'exclusion des parties modernes | 1931        | Église Sainte-Croix de Sainte-Croix (Aveyron)                       |
| Église Sainte-Eulalie de Sainte-Eulalie-d'Olt                       | Sainte-Eulalie-d'Olt           |          | 44° 27′ 53″ nord, 2° 56′ 47″ est | « PA00094149 »          | Classé MH Église, à l'exclusion des parties modernes | 1923        | Église Sainte-Eulalie de Sainte-Eulalie-d'Olt                       |
| Église Saint-Sylvestre de Malescombes                               | Sainte-Eulalie-d'Olt           |          | 44° 27′ 03″ nord, 2° 54′ 35″ est |                         | |             | Image manquante Téléverser                                          |
| Église Sainte-Eulalie de Sainte-Eulalie-de-Cernon                   | Sainte-Eulalie-de-Cernon       |          | 43° 58′ 57″ nord, 3° 08′ 06″ est | « PA00094147 »          | Inscrit MH | 1927        | Église Sainte-Eulalie de Sainte-Eulalie-de-Cernon                   |
| Église Sainte-Julitte de Sainte-Juliette-sur-Viaur                  | Sainte-Juliette-sur-Viaur      |          | 44° 12′ 52″ nord, 2° 31′ 18″ est |                         | |             | Église Sainte-Julitte de Sainte-Juliette-sur-Viaur                  |
| Église de Le Piboul                                                 | Sainte-Juliette-sur-Viaur      |          | à géolocaliser                   |                         | |             | Image manquante Téléverser                                          |
| Église Sainte-Radegonde de Sainte-Radegonde                         | Sainte-Radegonde               |          | 44° 20′ 12″ nord, 2° 37′ 38″ est | « PA00094161 »          | Classé MH | 1925        | Église Sainte-Radegonde de Sainte-Radegonde                         |
| Église fortifiée d'Inières                                          | Sainte-Radegonde               |          | 44° 18′ 27″ nord, 2° 39′ 19″ est | « PA00094162 »          | Classé MH | 1921        | Église fortifiée d'Inières                                          |
| Église Notre-Dame-de-la-Nativité de Salles-Courbatiès               | Salles-Courbatiès              |          | 44° 28′ 18″ nord, 2° 04′ 39″ est |                         | |             | Église Notre-Dame-de-la-Nativité de Salles-Courbatiès               |
| Église Notre-Dame-de-l'Assomption de Claunhac                       | Salles-Courbatiès              |          | 44° 28′ 56″ nord, 2° 05′ 06″ est |                         | |             | Image manquante Téléverser                                          |
| Église Saint-Géraud de Salles-Curan                                 | Salles-Curan                   |          | 44° 10′ 58″ nord, 2° 47′ 13″ est | « PA00094171 »          | Inscrit MH | 1927        | Église Saint-Géraud de Salles-Curan                                 |
| Église Sainte-Marie des Canabières                                  | Salles-Curan                   |          | 44° 08′ 29″ nord, 2° 49′ 15″ est |                         | |             | Image manquante Téléverser                                          |
| Église Saint-Jean de Bouloc                                         | Salles-Curan                   |          | 44° 09′ 10″ nord, 2° 51′ 57″ est |                         | |             | Image manquante Téléverser                                          |
| Église Saint-Martin de Saint-Martin des Faux                        | Salles-Curan                   |          | 44° 10′ 37″ nord, 2° 44′ 13″ est |                         | |             | Église Saint-Martin de Saint-Martin des Faux                        |
| Église Saint-Amans de Cadayrac                                      | Salles-la-Source               |          | 44° 27′ 53″ nord, 2° 33′ 25″ est | « PA12000032 »          | Inscrit MH | 2004        | Église Saint-Amans de Cadayrac                                      |
| Église Saint-Paul de Salles-la-Source                               | Salles-la-Source               |          | 44° 26′ 08″ nord, 2° 30′ 41″ est | « PA00094177 »          | Classé MH | 1937        | Église Saint-Paul de Salles-la-Source                               |
| Église Sainte-Austremoine de Salles-la-Source                       | Salles-la-Source               |          | 44° 26′ 58″ nord, 2° 29′ 37″ est | « PA00094178 »          | Classé MH | 1942        | Église Sainte-Austremoine de Salles-la-Source                       |
| Église Saint-Jacques de Souyris                                     | Salles-la-Source               |          | 44° 24′ 37″ nord, 2° 31′ 17″ est | « PA00094179 »          | Inscrit MH | 1944        | Église Saint-Jacques de Souyris                                     |
| Église Saint-Denis de Cougousse                                     | Salles-la-Source               |          | 44° 27′ 09″ nord, 2° 28′ 23″ est |                         | |             | Église Saint-Denis de Cougousse                                     |
| Église Saint-Loup de Salles-la-Source                               | Salles-la-Source               |          | 44° 26′ 11″ nord, 2° 30′ 58″ est |                         | |             | Église Saint-Loup de Salles-la-Source                               |
| Église Notre-Dame-de-Vanc de Seveyrac                               | Salles-la-Source               |          | 44° 25′ 49″ nord, 2° 29′ 17″ est |                         | |             | Église Notre-Dame-de-Vanc de Seveyrac                               |
| Église Notre-Dame-de-l'Assomption de Solsac                         | Salles-la-Source               |          | 44° 28′ 35″ nord, 2° 30′ 34″ est |                         | |             | Image manquante Téléverser                                          |
| Église Notre-Dame-et-Saint-Jean de Mondalazac                       | Salles-la-Source               |          | 44° 29′ 05″ nord, 2° 31′ 50″ est |                         | |             | Image manquante Téléverser                                          |
| Église Saint-Étienne de Carcenac                                    | Salmiech                       |          | 44° 12′ 51″ nord, 2° 36′ 01″ est |                         | |             | Église Saint-Étienne de Carcenac                                    |
| Église Saint-Firmin de Salmiech                                     | Salmiech                       |          | 44° 10′ 47″ nord, 2° 34′ 13″ est |                         | |             | Église Saint-Firmin de Salmiech                                     |
| Église Saint-Amans de Saint-Amans                                   | Salmiech                       |          | 44° 10′ 54″ nord, 2° 33′ 51″ est |                         | |             | Église Saint-Amans de Saint-Amans                                   |
| Église Notre-Dame-de-la-Nativité de Salvagnac-Cajarc                | Salvagnac-Cajarc               |          | 44° 28′ 31″ nord, 1° 50′ 51″ est |                         | |             | Église Notre-Dame-de-la-Nativité de Salvagnac-Cajarc                |
| Église Saint-Clair de Saint-Clair-de-Margue                         | Salvagnac-Cajarc               |          | 44° 25′ 55″ nord, 1° 52′ 58″ est |                         | |             | Image manquante Téléverser                                          |
| Église de l'Immaculée-Conception de Testas                          | Sanvensa                       |          | 44° 16′ 14″ nord, 2° 01′ 52″ est |                         | |             | Image manquante Téléverser                                          |
| Église Sainte-Anne de Sanvensa                                      | Sanvensa                       |          | 44° 17′ 33″ nord, 2° 02′ 46″ est |                         | |             | Église Sainte-Anne de Sanvensa                                      |
| Église de l'Assomption de Sauclières                                | Sauclières                     |          | 43° 58′ 33″ nord, 3° 22′ 02″ est |                         | |             | Église de l'Assomption de Sauclières                                |
| Église Saint-Jean-Baptiste de Saujac                                | Saujac                         |          | 44° 29′ 46″ nord, 1° 53′ 35″ est |                         | |             | Église Saint-Jean-Baptiste de Saujac                                |
| Église Saint-Christophe de Sauveterre-de-Rouergue                   | Sauveterre-de-Rouergue         |          | 44° 13′ 12″ nord, 2° 19′ 08″ est | « PA12000020 »          | Inscrit MH | 1999        | Église Saint-Christophe de Sauveterre-de-Rouergue                   |
| Église Saint-Laurent d'Albagnac                                     | Sauveterre-de-Rouergue         |          | 44° 13′ 34″ nord, 2° 18′ 00″ est |                         | |             | Image manquante Téléverser                                          |
| Église Saint-Loup de Jouels                                         | Sauveterre-de-Rouergue         |          | 44° 15′ 13″ nord, 2° 19′ 30″ est |                         | |             | Église Saint-Loup de Jouels                                         |
| Église Saint-Étienne de Savignac                                    | Savignac                       |          | 44° 21′ 35″ nord, 1° 58′ 04″ est |                         | |             | Église Saint-Étienne de Savignac                                    |
| Église Saint-Barnabé de Sébazac                                     | Sébazac-Concourès              |          | 44° 24′ 17″ nord, 2° 35′ 55″ est |                         | |             | Église Saint-Barnabé de Sébazac                                     |
| Église Saint-Géraud de Concourès                                    | Sébazac-Concourès              |          | 44° 26′ 42″ nord, 2° 39′ 06″ est |                         | |             | Église Saint-Géraud de Concourès                                    |
| Église Saints-Cyr-et-Julitte d'Onet-l'église                        | Sébazac-Concourès              |          | 44° 25′ 11″ nord, 2° 33′ 51″ est |                         | |             | Église Saints-Cyr-et-Julitte d'Onet-l'église                        |
| Église Sainte-Anne de Sébrazac                                      | Sébrazac                       |          | 44° 31′ 29″ nord, 2° 39′ 25″ est |                         | |             | Église Sainte-Anne de Sébrazac                                      |
| Église Sainte-Madeleine de Trédou                                   | Sébrazac                       |          | 44° 32′ 31″ nord, 2° 42′ 13″ est |                         | |             | Église Sainte-Madeleine de Trédou                                   |
| Église Saint-Louis de Saint-Geniez-des-Ers                          | Sébrazac                       |          | 44° 32′ 51″ nord, 2° 38′ 08″ est |                         | |             | Église Saint-Louis de Saint-Geniez-des-Ers                          |
| Église Saint-Agnan de Ségur                                         | Ségur                          |          | 44° 18′ 32″ nord, 2° 50′ 15″ est | « PA00094183 »          | Classé MH | 1979        | Église Saint-Agnan de Ségur                                         |
| Église Saint-Étienne de Saint-Étienne-de-Viauresque                 | Ségur                          |          | 44° 17′ 17″ nord, 2° 52′ 21″ est | « PA00094184 »          | Classé MH | 1979        | Église Saint-Étienne de Saint-Étienne-de-Viauresque                 |
| Église des Saints-Innocents-et-Sainte-Madeleine de Viarouge         | Ségur                          |          | 44° 14′ 33″ nord, 2° 50′ 40″ est |                         | |             | Image manquante Téléverser                                          |
| Église de Saint-Julien-de-Fayret                                    | Ségur                          |          | 44° 15′ 48″ nord, 2° 50′ 03″ est |                         | |             | Image manquante Téléverser                                          |
| Église Saint-Pierre de la Capelle                                   | Ségur                          |          | 44° 16′ 23″ nord, 2° 52′ 19″ est |                         | |             | Image manquante Téléverser                                          |
| Église Saint-Pierre de Ségur                                        | Ségur                          |          | 44° 17′ 35″ nord, 2° 49′ 58″ est |                         | |             | Église Saint-Pierre de Ségur                                        |
| Église Saint-Martin de Sénergues                                    | Sénergues                      |          | 44° 36′ 18″ nord, 2° 29′ 04″ est |                         | |             | Église Saint-Martin de Sénergues                                    |
| Église Notre-Dame-d'Aynès de Sénergues                              | Sénergues                      |          | 44° 38′ 21″ nord, 2° 26′ 23″ est |                         | |             | Église Notre-Dame-d'Aynès de Sénergues                              |
| Église Saint-Sulpice de Sénergues                                   | Sénergues                      |          | 44° 38′ 34″ nord, 2° 25′ 21″ est |                         | |             | Église Saint-Sulpice de Sénergues                                   |
| Église Notre-Dame-de-l'Assomption de Lapanouse                      | Sévérac d'Aveyron              |          | 44° 20′ 07″ nord, 3° 01′ 52″ est | « PA00094044 »          | Inscrit MH Abside | 1927        | Église Notre-Dame-de-l'Assomption de Lapanouse                      |
| Église Saint-Dalmazy de Sévérac-le-Château                          | Sévérac d'Aveyron              |          | 44° 18′ 59″ nord, 3° 06′ 15″ est | « PA00094187 »          | Classé MH Partie du 12e siècle | 1930        | Église Saint-Dalmazy de Sévérac-le-Château                          |
| Église Saint-Grégoire de Lavernhe                                   | Sévérac d'Aveyron              |          | 44° 19′ 24″ nord, 3° 00′ 44″ est | « PA00094049 »          | Classé MH | 1929        | Église Saint-Grégoire de Lavernhe                                   |
| Église Saint-Hippolyte de Lavernhe                                  | Sévérac d'Aveyron              |          | 44° 18′ 31″ nord, 3° 00′ 07″ est | « PA00094048 »          | Inscrit MH Abside | 1928        | Image manquante Téléverser                                          |
| Église de l'Assomption du Bousquet                                  | Sévérac d'Aveyron              |          | 44° 16′ 19″ nord, 3° 03′ 11″ est |                         | |             | Image manquante Téléverser                                          |
| Église Notre-Dame de Cornuéjouls                                    | Sévérac d'Aveyron              |          | 44° 21′ 16″ nord, 2° 59′ 38″ est |                         | |             | Image manquante Téléverser                                          |
| Église Notre-Dame-de-Pitié de Prévinquières                         | Sévérac d'Aveyron              |          | 44° 19′ 39″ nord, 2° 57′ 02″ est |                         | |             | Image manquante Téléverser                                          |
| Église Saint-Amans de Novis                                         | Sévérac d'Aveyron              |          | 44° 16′ 07″ nord, 3° 06′ 35″ est |                         | |             | Image manquante Téléverser                                          |
| Église Saint-Amans de Saint-Amans-de-Varès                          | Sévérac d'Aveyron              |          | 44° 21′ 05″ nord, 2° 56′ 23″ est |                         | |             | Image manquante Téléverser                                          |
| Église Sainte-Jeanne-d'Arc de Sévérac d'Aveyron                     | Sévérac d'Aveyron              |          | 44° 19′ 31″ nord, 3° 03′ 34″ est |                         | |             | Église Sainte-Jeanne-d'Arc de Sévérac d'Aveyron                     |
| Église Saint-Éloi de Saint-Chély                                    | Sévérac d'Aveyron              |          | 44° 18′ 41″ nord, 3° 03′ 24″ est |                         | |             | Image manquante Téléverser                                          |
| Église Saint-Félix de Buzeins                                       | Sévérac d'Aveyron              |          | 44° 22′ 25″ nord, 2° 58′ 17″ est |                         | |             | Image manquante Téléverser                                          |
| Église Saint-Michel d'Auberoques                                    | Sévérac d'Aveyron              |          | 44° 20′ 36″ nord, 3° 05′ 56″ est |                         | |             | Église Saint-Michel d'Auberoques                                    |
| Église Saint-Pierre d'Altès                                         | Sévérac d'Aveyron              |          | 44° 20′ 48″ nord, 3° 03′ 31″ est |                         | |             | Image manquante Téléverser                                          |
| Église Saint-Pierre de Recoules                                     | Sévérac d'Aveyron              |          | 44° 20′ 24″ nord, 2° 58′ 06″ est |                         | |             | Image manquante Téléverser                                          |
| Église Saint-Sauveur de Sévérac-le-Château                          | Sévérac d'Aveyron              |          | 44° 19′ 19″ nord, 3° 04′ 12″ est |                         | |             | Église Saint-Sauveur de Sévérac-le-Château                          |
| Église Notre-Dame-de-l'Assomption de Lieucamp                       | Sonnac                         |          | 44° 32′ 14″ nord, 2° 06′ 11″ est |                         | |             | Image manquante Téléverser                                          |
| Église Saint-Cyrice de Tournhac                                     | Sonnac                         |          | 44° 31′ 38″ nord, 2° 07′ 45″ est |                         | |             | Image manquante Téléverser                                          |
| Église Saint-Cyrice de Sonnac                                       | Sonnac                         |          | 44° 32′ 55″ nord, 2° 06′ 34″ est |                         | |             | Image manquante Téléverser                                          |
| Église Sainte-Anne de Soulages-Bonneval                             | Soulages-Bonneval              |          | 44° 40′ 33″ nord, 2° 47′ 27″ est |                         | |             | Église Sainte-Anne de Soulages-Bonneval                             |
| Église abbatiale de l'abbaye de Sylvanès                            | Sylvanès                       |          | 43° 50′ 03″ nord, 2° 57′ 37″ est | « PA00094188 »          | Classé MH Abbaye (ancienne) | 1862        | Église abbatiale de l'abbaye de Sylvanès                            |
| Église de la Nativité-de-la-Sainte-Vierge de Tauriac-de-Camarès     | Tauriac-de-Camarès             |          | 43° 46′ 59″ nord, 3° 01′ 53″ est |                         | |             | Image manquante Téléverser                                          |
| Église Saint-Jean-Baptiste de Tauriac-de-Naucelle                   | Tauriac-de-Naucelle            |          | 44° 09′ 12″ nord, 2° 18′ 24″ est |                         | |             | Église Saint-Jean-Baptiste de Tauriac-de-Naucelle                   |
| Église Saint-Jean-Baptiste de Tauriac-de-Naucelle                   | Tauriac-de-Naucelle            |          | 44° 09′ 12″ nord, 2° 18′ 24″ est |                         | |             | Église Saint-Jean-Baptiste de Tauriac-de-Naucelle                   |
| Église de Saint-Martial                                             | Tauriac-de-Naucelle            | Le Bourg | à géolocaliser                   |                         | |             | Image manquante Téléverser                                          |
| Église Notre-Dame-de-l'Assomption de Taussac                        | Taussac                        |          | 44° 49′ 44″ nord, 2° 38′ 29″ est |                         | |             | Église Notre-Dame-de-l'Assomption de Taussac                        |
| Église Notre-Dame de Manhaval                                       | Taussac                        |          | à géolocaliser                   |                         | |             | Image manquante Téléverser                                          |
| Église de Mayrinhac                                                 | Taussac                        |          | à géolocaliser                   |                         | |             | Image manquante Téléverser                                          |
| Église de Peyrat                                                    | Taussac                        |          | à géolocaliser                   |                         | |             | Image manquante Téléverser                                          |
| Église de Peyrat                                                    | Taussac                        |          | à géolocaliser                   |                         | |             | Image manquante Téléverser                                          |
| Église Saint-Jean-Baptiste de Tayrac                                | Tayrac                         |          | 44° 12′ 10″ nord, 2° 13′ 57″ est |                         | |             | Église Saint-Jean-Baptiste de Tayrac                                |
| Église Notre-Dame de Thérondels                                     | Thérondels                     |          | 44° 53′ 47″ nord, 2° 45′ 35″ est | « PA00094191 »          | Classé MH | 1975        | Église Notre-Dame de Thérondels                                     |
| Église Saint-Blaise de Douzalbats                                   | Thérondels                     |          | 44° 54′ 05″ nord, 2° 43′ 16″ est |                         | |             | Image manquante Téléverser                                          |
| Église Saint-Julien de Ladignac                                     | Thérondels                     |          | 44° 52′ 43″ nord, 2° 43′ 09″ est |                         | |             | Image manquante Téléverser                                          |
| Église Saint-Michel de Toulonjac                                    | Toulonjac                      |          | 44° 22′ 56″ nord, 1° 59′ 55″ est |                         | |             | Église Saint-Michel de Toulonjac                                    |
| Église de l'Assomption de Tournemire                                | Tournemire                     |          | 43° 58′ 10″ nord, 3° 01′ 12″ est |                         | |             | Église de l'Assomption de Tournemire                                |
| Église Saint-Martial de Trémouilles                                 | Trémouilles                    |          | 44° 14′ 46″ nord, 2° 38′ 47″ est |                         | |             | Image manquante Téléverser                                          |
| Église Saint-Hilaire de Trémouilles                                 | Trémouilles                    |          | 44° 14′ 35″ nord, 2° 36′ 02″ est |                         | |             | Image manquante Téléverser                                          |
| Cathédrale Saint-Sauveur de Vabres-l'Abbaye                         | Vabres-l'Abbaye                |          | 43° 56′ 41″ nord, 2° 50′ 14″ est | « PA00094248 »          | Inscrit MH | 1992        | Cathédrale Saint-Sauveur de Vabres-l'Abbaye                         |
| Église Saint-Remy de Rayssac                                        | Vabres-l'Abbaye                |          | 43° 54′ 34″ nord, 2° 49′ 52″ est |                         | |             | Image manquante Téléverser                                          |
| Église Saint-Roch de Ségonzac                                       | Vabres-l'Abbaye                |          | 43° 54′ 56″ nord, 2° 47′ 13″ est |                         | |             | Image manquante Téléverser                                          |
| Église Saint-Géraud de Vailhourles                                  | Vailhourles                    |          | 44° 18′ 18″ nord, 1° 54′ 28″ est |                         | |             | Église Saint-Géraud de Vailhourles                                  |
| Église Sainte-Madeleine de Calcomier                                | Vailhourles                    |          | 44° 17′ 48″ nord, 1° 55′ 52″ est |                         | |             | Image manquante Téléverser                                          |
| Église Saint-Grat de Mémer                                          | Vailhourles                    |          | 44° 19′ 15″ nord, 1° 53′ 42″ est |                         | |             | Image manquante Téléverser                                          |
| Église Saint-Grat-et-Saint-Ansul de Saint-Grat                      | Vailhourles                    |          | 44° 18′ 44″ nord, 1° 55′ 55″ est |                         | |             | Image manquante Téléverser                                          |
| Église Saint-Pierre-ès-Liens de Valady                              | Valady                         |          | 44° 27′ 17″ nord, 2° 25′ 37″ est |                         | |             | Église Saint-Pierre-ès-Liens de Valady                              |
| Église de Nuces                                                     | Valady                         |          | 44° 26′ 30″ nord, 2° 26′ 34″ est |                         | |             | Église de Nuces                                                     |
| Église de Fijaguet                                                  | Valady                         |          | 44° 26′ 29″ nord, 2° 27′ 21″ est |                         | |             | Église de Fijaguet                                                  |
| Église Saint-Roch de Valzergues                                     | Valzergues                     |          | 44° 29′ 58″ nord, 2° 13′ 20″ est |                         | |             | Église Saint-Roch de Valzergues                                     |
| Église Saint-Jean-Baptiste de Vaureilles                            | Vaureilles                     |          | 44° 27′ 09″ nord, 2° 11′ 54″ est |                         | |             | Église Saint-Jean-Baptiste de Vaureilles                            |
| Église Saint-Michel de Pachins                                      | Vaureilles                     |          | 44° 27′ 36″ nord, 2° 10′ 37″ est |                         | |             | Image manquante Téléverser                                          |
| Église Saint-Sauveur de Verrières                                   | Verrières                      |          | 44° 12′ 05″ nord, 3° 03′ 31″ est |                         | |             | Image manquante Téléverser                                          |
| Église Saint-Barthélemy de Vézouillac                               | Verrières                      |          | 44° 12′ 42″ nord, 3° 05′ 09″ est |                         | |             | Image manquante Téléverser                                          |
| Église Saint-Caprais de Lapeyre                                     | Versols-et-Lapeyre             |          | 43° 53′ 53″ nord, 2° 54′ 38″ est | « PA00094196 »          | Classé MH Restes du portail et du clocher | 1928        | Église Saint-Caprais de Lapeyre                                     |
| Église Saint-Thomas de Versols                                      | Versols-et-Lapeyre             |          | 43° 53′ 41″ nord, 2° 56′ 38″ est |                         | |             | Image manquante Téléverser                                          |
| Église Notre-Dame-de-l'Assomption de Lapeyre                        | Versols-et-Lapeyre             |          | 43° 54′ 01″ nord, 2° 54′ 36″ est |                         | |             | Église Notre-Dame-de-l'Assomption de Lapeyre                        |
| Église Saint-Jean-Baptiste de Veyreau                               | Veyreau                        |          | 44° 11′ 07″ nord, 3° 17′ 59″ est |                         | |             | Église Saint-Jean-Baptiste de Veyreau                               |
| Église Saint-Amans de Saint-Amans-du-Ram                            | Vézins-de-Lévézou              |          | 44° 16′ 03″ nord, 2° 55′ 07″ est | « PA00094198 »          | Classé MH | 1991        | Église Saint-Amans de Saint-Amans-du-Ram                            |
| Église Notre-Dame de Gleysenove                                     | Vézins-de-Lévézou              |          | 44° 15′ 40″ nord, 2° 56′ 54″ est |                         | |             | Église Notre-Dame de Gleysenove                                     |
| Église Saint-Jean-Baptiste de la Clau                               | Vézins-de-Lévézou              |          | 44° 15′ 43″ nord, 2° 59′ 03″ est |                         | |             | Église Saint-Jean-Baptiste de la Clau                               |
| Église Saint-Pierre-et-Saint-Paul de Vézins                         | Vézins-de-Lévézou              |          | 44° 16′ 46″ nord, 2° 57′ 13″ est |                         | |             | Église Saint-Pierre-et-Saint-Paul de Vézins                         |
| Église Notre-Dame de la Vaysse                                      | Vézins-de-Lévézou              |          | 44° 19′ 02″ nord, 2° 54′ 59″ est |                         | |             | Image manquante Téléverser                                          |
| Église du Roucous                                                   | Vézins-de-Lévézou              |          | 44° 14′ 04″ nord, 2° 54′ 50″ est |                         | |             | Image manquante Téléverser                                          |
| Église Saint-Jean-Baptiste de Viala-du-Pas-de-Jaux                  | Viala-du-Pas-de-Jaux           |          | 43° 57′ 25″ nord, 3° 03′ 19″ est |                         | |             | Image manquante Téléverser                                          |
| Église Saint-Saturnin de Viala-du-Tarn                              | Viala-du-Tarn                  |          | 44° 04′ 16″ nord, 2° 52′ 42″ est |                         | |             | Image manquante Téléverser                                          |
| Église Saint-Martin de Coudols                                      | Viala-du-Tarn                  |          | 44° 06′ 05″ nord, 2° 47′ 47″ est |                         | |             | Image manquante Téléverser                                          |
| Église Saint-Pierre de Ladepeyre                                    | Viala-du-Tarn                  |          | 44° 05′ 48″ nord, 2° 49′ 06″ est |                         | |             | Image manquante Téléverser                                          |
| Église Saint-Sauveur de Pinet                                       | Viala-du-Tarn                  |          | 44° 04′ 19″ nord, 2° 48′ 35″ est |                         | |             | Église Saint-Sauveur de Pinet                                       |
| Église Saint-Symphorien de Saint-Symphorien                         | Viala-du-Tarn                  |          | 44° 05′ 15″ nord, 2° 52′ 07″ est |                         | |             | Image manquante Téléverser                                          |
| Église Saint-Barthélemy de Villecomtal                              | Villecomtal                    |          | 44° 32′ 19″ nord, 2° 33′ 52″ est |                         | |             | Église Saint-Barthélemy de Villecomtal                              |
| Église Saint-Beauzély de Segonzac                                   | Villecomtal                    |          | 44° 31′ 46″ nord, 2° 34′ 48″ est |                         | |             | Image manquante Téléverser                                          |
| Église de l'Assomption de la Besse                                  | Villefranche-de-Panat          |          | 44° 04′ 48″ nord, 2° 42′ 24″ est |                         | |             | Église de l'Assomption de la Besse                                  |
| Église Saint-Pierre-ès-Liens de Figeaguet                           | Villefranche-de-Panat          |          | 44° 07′ 01″ nord, 2° 43′ 04″ est |                         | |             | Image manquante Téléverser                                          |
| Collégiale Notre-Dame de Villefranche-de-Rouergue                   | Villefranche-de-Rouergue       |          | 44° 21′ 08″ nord, 2° 02′ 16″ est | « PA00094204 »          | Classé MH | 1892        | Collégiale Notre-Dame de Villefranche-de-Rouergue                   |
| Église Saint-Jacques de Villefranche-de-Rouergue                    | Villefranche-de-Rouergue       |          | 44° 21′ 13″ nord, 2° 02′ 14″ est | « PA12000029 »          | Inscrit MH Ancienne église | 2003        | Église Saint-Jacques de Villefranche-de-Rouergue                    |
| Église Saint-Augustin de Villefranche-de-Rouergue                   | Villefranche-de-Rouergue       |          | 44° 21′ 03″ nord, 2° 02′ 23″ est |                         | |             | Église Saint-Augustin de Villefranche-de-Rouergue                   |
| Église Saint-Clair des Pesquiès                                     | Villefranche-de-Rouergue       |          | 44° 19′ 12″ nord, 2° 01′ 26″ est |                         | |             | Image manquante Téléverser                                          |
| Église Saint-Joseph de Villefranche-de-Rouergue                     | Villefranche-de-Rouergue       |          | 44° 21′ 08″ nord, 2° 02′ 05″ est |                         | |             | Église Saint-Joseph de Villefranche-de-Rouergue                     |
| Église Saint-Pierre-et-Saint-Paul de Toulongergues                  | Villeneuve                     |          | 44° 24′ 16″ nord, 2° 01′ 38″ est | « PA00094228 »          | Classé MH Église y compris les peintures murales | 1988        | Église Saint-Pierre-et-Saint-Paul de Toulongergues                  |
| Église du Saint-Sépulcre de Villeneuve                              | Villeneuve                     |          | 44° 26′ 13″ nord, 2° 01′ 54″ est | « PA00094227 »          | Classé MH | 1925        | Église du Saint-Sépulcre de Villeneuve                              |
| Église du Rey                                                       | Villeneuve                     |          | 44° 27′ 19″ nord, 2° 00′ 07″ est |                         | |             | Image manquante Téléverser                                          |
| Église Saint-Laurent de Mayrinhagues                                | Villeneuve                     |          | 44° 26′ 53″ nord, 1° 59′ 23″ est |                         | |             | Image manquante Téléverser                                          |
| Église Notre-Dame de Septfonds                                      | Villeneuve                     |          | 44° 28′ 35″ nord, 2° 01′ 27″ est |                         | |             | Image manquante Téléverser                                          |
| Église Saint-Julien de Vimenet                                      | Vimenet                        |          | 44° 24′ 03″ nord, 2° 55′ 38″ est |                         | |             | Église Saint-Julien de Vimenet                                      |
| Église Saint-Martin de Viviez                                       | Viviez                         |          | 44° 33′ 22″ nord, 2° 12′ 59″ est |                         | |             | Église Saint-Martin de Viviez                                       |

### Culteprotestant
| Église                                                          | Commune        | Adresse | Coordonnées                      | Notice         | Protection | Date | Illustration                |
| --------------------------------------------------------------- | -------------- | ------- | -------------------------------- | -------------- | ---------- | ---- | --------------------------- |
| Temple de Brusque                                               | Brusque        |         | 43° 46′ 07″ nord, 2° 56′ 57″ est |                |            |      | Temple de Brusque           |
| Temple de Camarès                                               | Camarès        |         | 43° 49′ 25″ nord, 2° 52′ 47″ est |                |            |      | Image manquante Téléverser  |
| Temple de Cornus                                                | Cornus         |         | 43° 54′ 09″ nord, 3° 10′ 42″ est |                |            |      | Image manquante Téléverser  |
| Temple protestant de Millau                                     | Millau         |         | 44° 05′ 49″ nord, 3° 04′ 46″ est | « PA12000070 » | Inscrit MH | 2015 | Temple protestant de Millau |
| Temple de l’Église protestante unie de France de Rodez          | Rodez          |         | 44° 20′ 54″ nord, 2° 34′ 20″ est |                |            |      | Image manquante Téléverser  |
| Temple de l’Église protestante unie de France de Saint-Affrique | Saint-Affrique |         | 43° 57′ 31″ nord, 2° 53′ 19″ est |                |            |      | Image manquante Téléverser  |

### Culteorthodoxe
| Église                       | Commune  | Adresse | Coordonnées                      | Notice | Protection | Date | Illustration                 |
| ---------------------------- | -------- | ------- | -------------------------------- | ------ | ---------- | ---- | ---------------------------- |
| Église orthodoxe de Sylvanès | Sylvanès |         | 43° 49′ 22″ nord, 2° 58′ 10″ est |        |            |      | Église orthodoxe de Sylvanès |